# Винники
Ви́нники — місто у складі Львівської міської територіальної громади, Львівського району, Львівської області. Підпорядковується Львівській міській раді, як частина Личаківського району міста Львова.

## Символіка міста
Символікою міста Винники є герб та прапор.
Герб Винників — офіційний геральдичний символ, затверджений 17 лютого 1992 року. Розроблений Андрієм Ґречилом та Іваном Сварником за мотивами старої печатки. Опис: у золотому полі синє гроно винограду із зеленим листком. Щит обрамований декоративним картушем і увінчаний срібною міською короною. Варіант, пропонований на підставі печаток офіціялом львівського архіву Ф. Ковалишином 1897 року, мав такий вигляд: «На срібному тлі зелена галузка винограду з гроном».

## Географічне розташування і транспортне значення
Площа міста — 6,67 км². Координати Винник — 49° 48' 56" Пн.ш і 24° 07' 47" Сх.д. Населення 21 560 осіб. Місто розташоване на схід від Львова (6 км).

### Межі міста
На заході — зі Львовом, на півночі — з селами Лисиничі та Підбірці, на сході і південному  сході — з селами Підгірне, Підберізці, Чишки та Волиця Львівського району, Львівської області.

### Вулиці
Докладніше: Вулиці Винників.
У місті близько 200 вулиць. Головна вулиця Винників — вулиця Галицька. Найдовша — Івана Франка (170 будинків), найкоротша — Жупан (5 будинків). Вулиця Кільцева — найчисленніша за кількістю мешканців (понад 3000 осіб).

### Транспорт
Винники мають сприятливе транспортне сполучення. Через місто та околиці проходять автомобільні шляхи НМ09 та М06. Через ці транспортні артерії здійснюються основні туристичні перевезення: за маршрутами «Золота підкова», а також поїздки до туристичних центрів Карпат.

## Географія
Місто має вигідне географічне розташування, яке сприяє розвитку туризму та сфери послуг, багате на історико-археологічні, культурні та природні пам'ятки.

### Ландшафти
Територіально Винники розташовані на межі двох ландшафтів: Грядове Побужжя і Давидівське пасмо.
У Винниках є зона відпочинку Винниківське озеро, Винниківський лісопарк та Чотові скелі, які вражають своєю неповторністю та неординарністю.
Давидівське пасмо
Давидівське пасмо — підвищений горбистий ландшафт, розташована на крайньому північному заході Подільської височини, у межах міста Львова, міста Винники та його південних і південно-східних околиць (в межах Пустомитівського району).
З півночі та північного заходу Давидівське пасмо прилягає до долини річки Полтви, з північного сходу обривається стрімким уступом (заввишки до 100 м) до рівнини Надбужанської котловини. Південна межа проходить по лінії сіл Милошовичі — Кугаїв — Товщів — Черепин — Шоломия. Західна межа плато прилягає до долини верхів'їв річки Щирки.
Грядове Побужжя
Грядове Побужжя — південно-західна частина Надбужанської котловини. Розташоване на північ та схід від Львова. Головна особливість Грядового Побужжя — наявністю пологих гряд, які простягаються зі заходу на схід (більшість з них — паралельно одне до одного). Грядове Побужжя є низинним ландшафтом, який обмежений досить урвистим уступом від Розточчя, Львівського плато і (частково) Львівського Опілля. Таких гряд виділяють сім (з півночі на південь):
- Смереківська;
- Куликівська (Дорошівська);
- Грядецька;
- Малехівська (Дублянська);
- Винниківська;
- Дмитровицька (Чижиківська)
- Звенигородська.

### Гори Винників
- Гори Винників знаходяться в межах Давидівського пасма, довжина якого близько 30 км.
- Чотові скелі (Чортові скелі) (висота 414 м над рівнем моря) — група скель, а також пагорб і пам'ятка природи місцевого значення. Розташовані між містами Львовом та Винниками, у межах Винниківського лісопарку.
- Жупан.
- Шипшина.
- Лисівка.

### Внутрішні води Винників
Річка Марунька
Марунька — річка в Україні, у межах міста Львова (витоки), Винників та Львівського району Львівської області. Ліва притока Білки (басейн Західного Бугу).
Винниківське озеро
Винниківське озеро — став на річці Маруньці, неподалік від східних околиць м. Львова, у західній частині м. Винників (звідси й назва). Озеро розташоване на території Винниківського лісопарку, частина якого вважається територією Львова (Личаківський район міста).

### Охорона природи
У межах Давидівського пасма розташовані: унікальний дендрологічний парк «Винниківський», створений у 1898 році, а також Лісовий заказник «Винниківський», Львівський заказник, лісовий заказник місцевого значення «Чортова Скеля».

## Населення
1785 — у Винниках і Підберізцях мешкало 2 036 осіб (з них: християн — 1981 особа, юдеїв 55 осіб; християнських родин — 408, юдейських — 10).
1796 — у Винниках і Підберізцях мешкало близько 2 900 осіб (чоловіків — 1387 та жінок — 1480).
1880 — перепис населення. У Винниках проживало 2 857 осіб (з них — 239 євреїв).
1890 — перепис населення. У Винниках проживало 3 390 осіб (з них — 302 євреїв).
1900 — перепис населення. У Винниках проживало 3 881 особа (з них — 266 євреїв).
1921 — перепис населення. У Винниках — 3 603 особи (з них- поляків 1835 осіб (50,9 %), українців — 1456 осіб (40,4 %), євреїв — 250 осіб (6,9 %), інші — 62 особи (1,7 %).
1939 — За даними В. Кубійовича, станом на 1 січня 1939 року, у Винниках мешкало 6 000 осіб. З них — українців 2 600 осіб (43,3 %); поляків — 2 800 осіб (46,7 %); євреїв — 300 осіб (5 %). З цього випливає, що німців було близько 300 осіб (5 %).
1959 У Винниках проживало 7 194 особи: українців — 5 922 особи (82,3 %), росіян — 722 (10 %), євреїв — 30 (0,4 %), поляків — 302 (4,2 %), білорусів — 32 (0,4 %), інші — 186 (2, 6 %).
1989 У Винниках мешкало 12 017 осіб: українців — 10 957 осіб (91,2 %), росіян — 823 (6,8 %), євреїв — 12 (0,1 %), поляків — 127 (1,1 %), білорусів — 67 (0,5 %), інші — 31 (0,3 %).
За даними перепису населення 2001 року, у місті мешкало 12 917 особи. 
У 2010 році — 15 547 осіб.
2011 — 15 723 особи.
2012 — 15 976 осіб.
У 2013 році — 16 278 осіб.
У Винниках мешкають 21 560 осіб (станом на 01.01.2020).
Мовний склад населення міста був таким:

### Національний склад
Національний склад населення за даними перепису 2001 року:
| Національність  | Відсоток |
| --------------- | -------- |
| українці        | 95,36%   |
| росіяни         | 3,55%    |
| поляки          | 0,57%    |
| білоруси        | 0,29%    |
| інші/не вказали | 0,23%    |

|          | 1959   | 1989   | 2001   |
| українці | 82,3 % | 91,2 % | 95,4 % |
| росіяни  | 10 %   | 6,8 %  | 3,6 %  |
| поляки   | 4,2 %  | 1,1 %  | 0,6 %  |
| білоруси | 0,4 %  | 0,5 %  | 0,3 %  |
| євреї    | 0,4 %  | 0,1 %  | 0 %    |
| інші     | 2,6 %  | 0,3 %  | 0,2 %  |

### Мовний склад
Розподіл населення за рідною мовою за даними перепису 2001 року:
| Мова            | Кількість | Відсоток |
| --------------- | --------- | -------- |
| українська      | 12407     | 96.05%   |
| російська       | 456       | 3.53%    |
| польська        | 21        | 0.16%    |
| білоруська      | 16        | 0.12%    |
| німецька        | 2         | 0.02%    |
| інші/не вказали | 15        | 0.12%    |
| Усього          | 12917     | 100%     |

Рідна мова за національностями за переписом населення 2001 року:
| Національність | усього, осіб | %    | Рідна мова           | Рідна мова           | Рідна мова | Рідна мова | Рідна мова | Рідна мова |
| Національність | усього, осіб | %    | своєї національності | своєї національності | українська | українська | російська  | російська  |
| Національність | усього, осіб | %    | осіб                 | %                    | осіб       | %          | осіб       | %          |
| -------------- | ------------ | ---- | -------------------- | -------------------- | ---------- | ---------- | ---------- | ---------- |
| українці       | 12 318       | 95,4 | 12 272               | 99,6                 | -          | -          | 40         | 0,3        |
| росіяни        | 459          | 3,6  | 390                  | 85,0                 | 68         | 14,8       | -          | -          |
| поляки         | 74           | 0,6  | 21                   | 28,4                 | 51         | 68,9       | 2          | 2,7        |
| білоруси       | 38           | 0,3  | 15                   | 39,5                 | 5          | 13,2       | 17         | 44,7       |
| інші           | 26           | 0,2  | 8                    | 30,8                 | 11         | 42,3       | 7          | 26,9       |
| не назвали     | 2            | 0,0  | -                    | -                    | -          | -          | -          | -          |

### Найпоширеніші суфікси прізвищ
Серед найпоширеніших суфіксів прізвищ у Винниках
| Суфікси прізвищ                | %    |
| ------------------------------ | ---- |
| -ський(а), -цький(а), зький(а) | 12,6 |
| -ук, -юк                       | 6,6  |
| -ов(а), -ев(а), -єв(а)         | 6,1  |
| -ак, -як                       | 6,0  |
| -ко (без -енко)                | 5,2  |
| -ик, ік                        | 5,0  |
| -ич, -іч                       | 4,5  |
| -ів, -їв                       | 4,5  |
| інші групи суфіксів            | 49,6 |

## Адміністративно-територіальний устрій Винниківщини
- 1867—1918 — Винниківський судовий повіт (Австро-Угорщина). До повіту належали: Білка Королівська, Білка Шляхетська, Винники, Виннички, Вовків, Давидів, Дмитровичі, Гаї, Гончарі, Глуховичі, Гочманів, Загірці, Кам'янопіль, Жирівка, Журавники, Козельники, Кротошин, Кугаїв, Лисиничі, Миклашів, Милятичі, Підберізці, Підбірці, Селиська, Сухоріччя, Товщів, Черепин, Чишки, Чарнушовичі, Чижиків, Унтерберґен(нім. Unterbergen; Підгірне), Вайнберґен (Винники) (нім. Weinbergen)[11].
- 1 листопада 1918 — 16 квітня 1919 — ЗУНР (Винниківський судовий повіт).
- 1 листопада 1918 — збори українців у Винниках (комісаром Винниківського судового повіту обрано професора Пилипа Миська). 1—22 листопада 1918 — осідок комісаріату Винниківського судового повіту у Винниках (згодом до 15 березня 1919 — у селі Миклашів). 15 березня 1919 — 15 квітня 1919 — осідок комісаріату Винниківського судового повіту у Винниках[11].
- 1919—1939 — у складі Другої Речі Посполитої.
- 23 грудня 1920 — 4 грудня 1939 — у складі Львівського воєводства (Львівський повіт)[11].
- 1924—1939 — міська ґміна Винники[11].
- 17 жовтня 1933 року розпорядженням міністра внутрішніх справ гміна Винники Львівського повіту Львівського воєводства піднесена до статусу міста[12].
- 19 вересня 1939 — 30 червня 1941 — перша більшовицько-російська окупація.
- 27 листопада 1939 — у складі Львівського воєводства (Львівський повіт)[11].
- 4 грудня 1939 — у складі Львівської області (Львівський повіт)[11].
- 10 січня 1940 статус міста Винникам підкріплено радянським режимом.
- 1940 радянська влада ліквідувала Львівський повіт, а його територію поділила на чотири окремих райони: Львівський, Винниківський, Сокільницький, Щирецький.
- 10 січня 1940 — 26 вересня 1959 (за винятком періоду німецької окупації) місто було центром Винниківського району Львівської області[11].
- До Винниківського району, у різний період, належали села:Підберізці, Чишки, Верхня Білка, Нижня Білка, Дмитровичі, Виннички, Гаї, Чижиків, Глуховичі, Гончари, Давидів, Черепин, Товщів, Селиська, Великі Кривчиці, Лисиничі, Підбірці, Ямпіль, Кам'янопіль, Козельники, Пасіки-Зубрицькі, Кротошин, Сихів, Зубра, Гори[11].
- 30 червня 1941 — 27 липня 1944 — німецька окупація.
- 1941 — 1944 — сільська ґміна Винники, до складу якої не входило м. Винники, але правління ґміни знаходилось у Винниках. До ґміни належали села: Чишки, Чижиків, Дмитровичі, Гаї, Глуховичі, Підберізці і Виннички. З 1 серпня 1934 по 1939 ці села входили до складу ґміни Чишки, а також до цієї ґміни належало й с. Гончари[11].
- Під час німецької окупації (1942—1944) Винники та близько 20 навколишніх сіл введено в адміністративні межі Львова. Винники входили до складу VIII-ї дільниці міста Львова (Вайнберґ). Разом із Винниками до дільниці входили Кривчиці, Лисиничі, Підбірці та Кам'янопіль. Керівником VIII-ї дільниці був п. Харкевич — колишній січовий стрілець[11].
- 27 липня 1944 — 24 серпня 1991 — у складі СРСР.
- Рішенням Львівського облвиконкому 26 вересня 1959 Винники підпорядковано Ленінській районній раді Львова. 6 травня 1972 — Указ Президії Верховної Ради УРСР «Про зміну підпорядкованості міста Винники Львівської області» (передати місто Винники Ленінської районної Ради в підпорядкування Червоноармійській районній Раді депутатів трудящих міста Львова)[11].
- З 24 серпня 1991 — у незалежній Україні[11].

## Історія

### Давня доба
V тис. до н. е. — поселення лінійно-стрічкової кераміки (урочище Лазки). Поселення культури лійчастого посуду.
IX—XX століття — урочище «Торговиця» (район верхньої частини сучасної вул. Шевченка; територія біля Винниківської школи мистецтв, між горами Лисівка та Жупан) — історичний центр Винників.
992 — підкорення Великим князем київським Володимиром Великим білих хорватів, остаточне приєднання Підкарпаття до складу Київської Русі.
1080-ті — 1145 — у складі Звенигородського князівства.
1145 — 1199 — у складі Галицького князівства.

### 1253—1349: Руське Королівство (Галицько-Волинська держава; протистояння з Золотою Ордою)
XIII століття — дерев'яний Винниківський замок.
Друга половина XIII століття — король Лев Данилович подарував війтові Бертольдові Штехеру млин «Сільський кут» зі ставом поблизу Львова, а також село Малі Винники з млином, ставом, корчмою і хутором Підберізці.
Початок XIV століття — Матеус Штехер (львівський війт німецького походження) — володар Винників. Син першого львівського війта Бертольда Штехера.

### 1349—1387: Руське Королівство (протистояння з Польщею та Угорщиною)
22 серпня 1352 — перша письмова згадка про Винники (за короля Казимира III).
1365 — перша письмова згадка про с. Млинівці (Винники) (територія в районі Винниківського озера).
1 листопада 1378 — князь Владислав Опольський, намісник короля Людовика Угорського в Галичині, підтвердив право на володіння Винниками львівському міщанину і дідичеві, німцю Григорію Штехеру на землі с. Малі Винники.

### 1387—1772: Польське королівство і Річ Посполита
2 січня 1418 — Іван з Обехова (генеральний староста руський) вирішив суперечку за Винники на користь Яна Бернечого.
1442–1459 (з перервами) — володар Винник — Грицько Кердейович (староста холмський (1433—1439), подільський воєвода (1439—1462), староста теребовельський (1456), красниставський, каштелян львівський).
1448–1453 — судові процеси, які тривали за майно Винників і Млинівців між Миколою Тивуном із Млинівців і Григорієм Струмилою Ігнатом з Винник.
XVI століття — виникла площа з назвою Торговиця.
Близько 1515—1631 Власниками були Лагодовські (стародавній український шляхетний рід).
1631—1696 — Винниками володіли Замойські (стародавній українсько-польський шляхетний рід).
17 травня 1666 — надане магдебурзьке право.
«1666, 17 травня, м. Варшава. Підтвердна грамота короля Яна Казимира привілею С. Замойського та перетворення с. Винники на місто на магдебурзькому праві
В ім'я Боже амінь.
На вічну пам'ять про справу. Ян Казимир, Божою милістю король польський, великий князь литовський, руський, прусський, мазовецький, самогітський, лівонський, смоленський, чернігівський, а також шведський, готський, вандальський дідичний король.
Сповіщаємо цим нашим листом усім і кожному, кого це має цікавити.
Нам подали від імені шляхетного Стефана Замойського уклінне прохання про наш дозвіл на фундування і влаштування містечка в його власному спадковому селі Винниках…
…ми даємо й дозволяємо цим у згаданому містечку, званому Винниками, запровадити магдебурзьке право для вільного користування ним усіма у встановлених границях містечка й назавжди переводимо його з польського права на міське право, що зветься тевтонським чи магдебурзьким у всій його протяжності, що даємо і дозволяємо, а також усуваємо зі згаданого містечка усі земські права, як би вони не називалися й від кого б не походили…
А магістрат цього містечка Винники має повне право судити всі як цивільні, так і кримінальні справи, крім смертних вироків, викрадання, вбивства, скалічення членів, отруєння і всіх подібних судових випадків, у межах і границях цього містечка відповідно до тевтонського права.
Вибори ж у цьому містечку у всі роки, скільки їх буде відпущено фундаторові цього містечка, а потім за його спадкоємців і власників, мають відбуватися на свято святого Івана Хрестителя, і на них мають вибирати одного бурмистра й чотирьох райців, яких має вибирати й затверджувати згаданий фундатор, а війта призначати, й у всі роки в це свято так вільно має чинити фундатор.
На знак вірності чого підписуємо нашою рукою і стверджуємо королівською печаткою.
Дано у Варшаві дня 17 місяця травня року Божого 1666, нашого польського і шведського королювання 18 року.
Ян Казимир король. Місце великої канцелярської печатки. Звірено з записом».
Хмельниччина (1648—1657)
1648 (жовтень) — перебування військ Б. Хмельницького у Винниках та околицях.
1655 (вересень — жовтень) — перебування військ Богдана Хмельницького у Винниках.

### 1772–1914: у складі Австрійської (згодом Австро-Угорської) імперії
- 1782–1867 — Львівський округ.
- 1785–1940 — німецька колонія Вайнберґен (Винники) (Винна гора, нім. Weinbergen).
- 1785–1940 — німецька колонія Унтерберґен (нім. Unterbergen); між Винниками і Підберізцями.
- 18 вересня 1785 р. — згідно з урядовим розпорядженням у місцевих камеральних володіннях було скасовано панщину. Винники — перший населений пункт Галичини де її було скасовано[17].
- 19 листопада 1785 року — ратифіковано договір про знесення панщини у Винниках цісарем Йосипом II у Відні[17].
- 1786 р. — книга Франца Кратера «Листи про теперішній стан Галичини» (подано опис Винниківської тютюнової фабрики)[17].
- 1 лютого 1786 р. — початок дії договору про знесення панщини[17].
- 1788 р. — Йосифинська метрика (опис Винник, визначено межі Винників)[17].
- 1 лютого 1796 р. — відновлено договір про скасування панщини на наступні 16 років (за правління імператора Франца I)[17].
- 1821 р. — Францисканська метрика (опис Винників)[18].
- 1854–1918 — Львівський повіт (Австро-Угорщина)
- 1854–1867 — Винниківський повіт
- 1867–1918 — Винниківський судовий повіт (Австро-Угорщина)

14 січня 1896 — установчі збори товариства «Просвіта» (Винники). Перший голова — отець Гірняк Григорій.
У 1909–1944 роках проходила залізниця Львів-Підгайці.
28 вересня 1913 – Пам'ятник Тарасові Шевченку (Винники).

### 1914–1918: у період Першої світової війни
1914 (вересень) — 1915 (квітень) — окупація Винників російськими військами.
1914 (вересень) — пожежа на тютюновій фабриці (згоріло головне приміщення).

### Західноукраїнська Народна Республіка
1 листопада 1918 збори українців у Винниках (проголошення влади ЗУНР). Українське врядування тривало до 16 квітня 1919.

### 1919–1939: у складі Другої Речі Посполитої
23 грудня 1920 — 4 грудня 1939 — у складі Львівського воєводства (Львівський повіт (II Річ Посполита)).
5 червня 1922 — Пам'ятник воїнам УГА (Винники)
1 квітня 1933 року ліквідовано гміну Вайнберґен Львівського повіту і воєводства, а її територію приєднано до міста Винники того ж повіту і воєводства.
На 1 січня 1939 року в місті з 6000 мешканців було 2600 українців-греко-католиків, 2800 поляків, 300 юдеїв і 300 німців та інших національностей, зростання кількості поляків зумовлене їхнім працевлаштуванням на тютюновій фабриці.

### 1939–1944: у період Другої світової війни
- 19 вересня 1939 року у Винниках відбулося перше в історії Другої світової війни німецько-радянське братання і одночасно перша німецько-радянська збройна сутичка союзників.[22] Того ж дня до містечка тимчасово переїжджає німецький штаб та квартирується в будівлі тютюнової фабрики.[23]
- 19-20 вересня 1939 року — проведення переговорів радянських військових з представниками німецького командування щодо способу зайняття Львова. Перемовини велися за півкілометра на схід від Винник, при трасі на Золочів, між Винниками і Підберізцями, де був розміщений штаб Київського особливого військового округу. З німецького боку був представник старшини та перекладач з Винник Теодор Мацьків, з радянського — комбриг, начальник штабу 2-го кавалерійського корпусу РСЧА Павло Курочкін та командир 24-ї легкотанкової бригади, полковник Петро Фотченков. Вимогами радянської сторони було негайно відступити від Львова[22][23].
- 19-22 вересня 1939 року у Винниках у будинку на сучасній вул. Галицькій, 1 відбувалися перемовини представників радянського командування з командиром VI корпусу генералом Владиславом Лянгнером щодо капітуляції польського гарнізону міста Львова. 22 вересня представники СРСР та Польщі підписали у Винниках «Протокол умови про передачу міста Львова військам Радянського Союзу». За умовами якого, війська львівського гарнізону чисельністю близько 15 000 солдат та офіцерів складали зброю та мали до 14.00 залишити Львів (передислокація гарнізону на нове місце поблизу с. Куровичі), військові склади — передавалися радянському командуванню, військові шпиталі з пораненими разом з медичним персоналом залишалися на місці[24], а офіцерському складу (бизько 1 500 осіб), згідно пункту 8 протоколу, гарантувалася «особиста свобода й недоторканість їх особистого майна» та можливість вільного виїзду за кордон[22][23].

### 1944—1991: у складі УРСР
В 1947 польський комуністичний режим вчинив один з своїх найкривавіших злочинів проти українського населення Закерзоння, провівши операцію «Вісла», внаслідок якої бл. 160 тис. українців були насильно вивезені з батьківських земель на терени північної та західної Польщі. З антиукраїнським терором польського уряду рішуче боролося українське націоналістичне підпілля і Українська Повстанська Армія, яка вела бойові операції проти польських каральних частин у Закерзонні до кінця 1947. Багато поляків Винників переселялися в закерзонзькі землі. За теперішніми даними, більшість жителів м.Винники –українці, вихідці з Закерзоння (Польща), де в ті часи колись проживало багато українців.[джерело?]
- 1940–1959, за винятком періоду німецької окупації місто було центром Винниківського району Львівської області[19].
- листопад 1944 — 1948 рр. — бойові дії ОУН-УПА у Винниківському районі.[25]
- 1945 — 1950 роки — Винниківський район ОУН.[25]
- 1945 — 1946 роки — виселення польського населення (перша хвиля).[26]
- 1946 року — закриття костелу.[26]

### З 1991— Винники в Незалежній Україні
1991 — Винники — центр Винниківського протопресверіату (деканату) Львівської архиєпархії УГКЦ. Включає в себе церкви УГКЦ розташовані в місті Винники та частині сіл Пустомитівського району (Борщовичі, Верхня Білка, Виннички, Гамаліївка, Журавники, Кам'янопіль, Лисиничі, Миклашів, Муроване, Нижня Білка, Пикуловичі, Підбірці, Підгірне, Сороки Львівські, Сухоріччя, Тарасівка, Чишки, Чорнушовичі, Ямпіль).
4 січня 1998 — Церква Різдва святого Івана Хрестителя (Винники).
З 21 листопада 2013 — активна участь винниківчан-патріотів у євромайданах Києва і Львова.
25 травня 2014 — відбулися позачергові вибори Президента України, де 75,40 % жителів м. Винники проголосували за Петра Порошенка, 7,48 % — Анатолій Гриценко, 5,71 % — Юлія Тимошенко, 5,57 % — Олег Ляшко. Явка в місті становила 76,06 %.
| Виборча дільниця          | Кандидати  | Кандидати | Кандидати | Кандидати | Кандидати | Кандидати | Кандидати | Кандидати | Кандидати | Кандидати | Кандидати | Кандидати | Кандидати | Кандидати | Кандидати | Кандидати | Кандидати | Кандидати | Кандидати | Кандидати | Кандидати |
| Виборча дільниця          | Богомолець | Бойко     | Гриненко  | Гриценко  | Добкін    | Клименко  | Коновалюк | Кузьмін   | Куйбіда   | Ляшко     | Маломуж   | Порошенко | Рабінович | Саранов   | Симоненко | Тимошенко | Тігіпко   | Тягнибок  | Цушко     | Шкіряк    | Ярош      |
| ------------------------- | ---------- | --------- | --------- | --------- | --------- | --------- | --------- | --------- | --------- | --------- | --------- | --------- | --------- | --------- | --------- | --------- | --------- | --------- | --------- | --------- | --------- |
| школа № 47                | 2,07       | 0,00      | 0,54      | 8,27      | 0,09      | 0,00      | 0,00      | 0,00      | 0,00      | 5,76      | 0,00      | 75,81     | 0,54      | 0,00      | 0,18      | 4,68      | 0,45      | 0,27      | 0,00      | 0,09      | 0,90      |
| будинок дитячої творчості | 1,89       | 0,20      | 0,61      | 6,74      | 0,34      | 0,00      | 0,07      | 0,07      | 0,07      | 6,47      | 0,00      | 72,04     | 0,47      | 0,00      | 0,20      | 6,87      | 1,42      | 0,74      | 0,00      | 0,00      | 1,35      |
| дитяча школа мистецтв     | 1,34       | 0,07      | 0,28      | 7,52      | 0,14      | 0,00      | 0,00      | 0,00      | 0,00      | 5,13      | 0,00      | 76,32     | 0,42      | 0,00      | 0,00      | 6,75      | 0,21      | 0,56      | 0,00      | 0,00      | 0,77      |
| школа № 29                | 1,87       | 0,06      | 0,23      | 7,88      | 0,34      | 0,00      | 0,23      | 0,06      | 0,00      | 6,35      | 0,06      | 72,63     | 0,45      | 0,06      | 0,06      | 5,16      | 1,53      | 0,62      | 0,00      | 0,00      | 0,96      |
| КЦ «Дозвілля»             | 1,04       | 0,00      | 0,35      | 6,93      | 0,06      | 0,00      | 0,12      | 0,00      | 0,00      | 5,14      | 0,12      | 77,66     | 0,00      | 0,00      | 0,12      | 5,48      | 0,81      | 1,04      | 0,00      | 0,00      | 0,69      |
| «Народний дім»            | 1,36       | 0,00      | 0,10      | 7,84      | 0,00      | 0,00      | 0,00      | 0,00      | 0,00      | 4,07      | 0,00      | 79,48     | 0,10      | 0,00      | 0,00      | 5,03      | 0,10      | 0,48      | 0,00      | 0,00      | 1,06      |
| м. Винники                | 1,58       | 0,06      | 0,46      | 7,48      | 0,18      | 0,00      | 0,08      | 0,02      | 0,01      | 5,57      | 0,05      | 75,40     | 0,33      | 0,01      | 0,09      | 5,71      | 0,83      | 0,66      | 0,00      | 0,01      | 0,95      |

26 жовтня 2014 — відбулися Парламентські вибори України, де 30,47 % жителів міста проголосували за партію «Народний фронт», 24,66 % — за «Блок Петра Порошенка», 19,44 % — «Самопоміч», 6,29 % — «Громадянська позиція» (Анатолій Гриценко). Решта партій не набрали 5-відсотковий бар'єр. Явка по місту становила 66,86 %.
| Список партій                           | Виборчі дільниці | Виборчі дільниці          | Виборчі дільниці      | Виборчі дільниці | Виборчі дільниці | Виборчі дільниці | м. Винники |
| Список партій                           | школа № 47       | будинок дитячої творчості | дитяча школа мистецтв | школа № 29       | КЦ «Дозвілля»    | «Народний дім»   | м. Винники |
| --------------------------------------- | ---------------- | ------------------------- | --------------------- | ---------------- | ---------------- | ---------------- | ---------- |
| Радикальна партія Олега Ляшка           | 3,68             | 3,51                      | 4,83                  | 3,24             | 4,05             | 3,34             | 3,78       |
| Солідарність жінок України              | 0,20             | 0,08                      | 0,32                  | 0,19             | 0,20             | 0,00             | 0,17       |
| Інтернет партія України                 | 0,20             | 0,16                      | 0,00                  | 0,06             | 0,13             | 0,22             | 0,12       |
| Опозиційний блок                        | 0,00             | 1,25                      | 0,48                  | 1,37             | 0,39             | 0,11             | 0,67       |
| Народний фронт                          | 31,01            | 30,79                     | 29,44                 | 27,38            | 32,77            | 32,36            | 30,47      |
| 5.10                                    | 0,20             | 0,31                      | 0,16                  | 0,25             | 0,26             | 0,00             | 0,21       |
| «Заступ»                                | 0,10             | 0,47                      | 0,16                  | 0,44             | 0,13             | 0,76             | 0,33       |
| Відродження                             | 0,00             | 0,00                      | 0,08                  | 0,00             | 0,00             | 0,00             | 0,01       |
| Нова політика                           | 0,00             | 0,00                      | 0,00                  | 0,06             | 0,00             | 0,00             | 0,01       |
| Єдина країна                            | 0,00             | 0,08                      | 0,00                  | 0,06             | 0,00             | 0,11             | 0,04       |
| Сила людей                              | 0,00             | 0,23                      | 0,00                  | 0,06             | 0,07             | 0,11             | 0,08       |
| «Свобода»                               | 4,50             | 5,46                      | 4,26                  | 3,80             | 4,84             | 6,26             | 4,76       |
| Національна демократична партія України | 0,10             | 0,00                      | 0,00                  | 0,00             | 0,00             | 0,11             | 0,03       |
| Комуністична партія України             | 0,00             | 1,40                      | 0,16                  | 1,12             | 0,20             | 0,11             | 0,56       |
| «Самопоміч»                             | 21,39            | 18,63                     | 19,07                 | 22,40            | 16,35            | 18,99            | 19,44      |
| «Україна — єдина країна»                | 0,10             | 0,00                      | 0,08                  | 0,06             | 0,13             | 0,00             | 0,06       |
| Правий сектор                           | 3,79             | 3,12                      | 2,90                  | 3,98             | 3,73             | 3,56             | 3,53       |
| Україна майбутнього                     | 0,00             | 0,00                      | 0,00                  | 0,06             | 0,00             | 0,00             | 0,01       |
| Ліберальна партія України               | 0,00             | 0,00                      | 0,00                  | 0,00             | 0,00             | 0,00             | 0,00       |
| Партія зелених України                  | 0,10             | 0,08                      | 0,00                  | 0,31             | 0,00             | 0,00             | 0,09       |
| «Зелена планета»                        | 0,00             | 0,00                      | 0,00                  | 0,00             | 0,13             | 0,00             | 0,03       |
| Блок Петра Порошенка                    | 24,77            | 25,49                     | 27,03                 | 23,71            | 23,54            | 23,73            | 24,66      |
| Сила і честь                            | 0,00             | 0,00                      | 0,16                  | 0,06             | 0,07             | 0,00             | 0,05       |
| Конгрес українських націоналістів       | 0,00             | 0,00                      | 0,00                  | 0,00             | 0,00             | 0,11             | 0,01       |
| Сильна Україна                          | 0,20             | 0,78                      | 0,16                  | 1,06             | 0,39             | 0,00             | 0,49       |
| «Батьківщина»                           | 3,68             | 2,42                      | 3,46                  | 2,92             | 2,88             | 3,13             | 3,04       |
| Громадянська позиція(А.Гриценко)        | 5,32             | 5,07                      | 6,52                  | 6,41             | 7,65             | 6,26             | 6,29       |
| Блок лівих сил України                  | 0,00             | 0,00                      | 0,00                  | 0,00             | 0,00             | 0,00             | 0,00       |
| Громадянський рух України               | 0,00             | 0,00                      | 0,00                  | 0,00             | 0,00             | 0,00             | 0,00       |
| недійсні бюлетені                       | 0,61             | 0,70                      | 0,72                  | 1,00             | 2,09             | 0,76             | 1,04       |

25 жовтня 2015 року — відбулися Місцеві вибори у Винниківській міській раді. У цих виборах новим міським головою став Володимир Квурт (Партія «Блок Петра Порошенка „Солідарність“») — 1 665 голосів (26,89 %); Богдан Шустер (Політична партія «Воля») — 1 618 голосів (26,13 %); Олег Матвіїшин (політична партія ДемАльянс (Демократичний альянс)) — 709 голосів (11,45 %); Сергій Уваров (самовисування) — 497 голосів (8,03 %). Решта кандидатів на посаду міської голови набрали меншу кількість голосів.
У липні 2016 року міжнародна археологічна експедиція знайшла докази трипільського поселення на горі Жупан поблизу Винників.

## Сакральні об'єкти
Згадка про церкву у Винниках датується 1515 роком. На місці дерев'яної церкви звели нову, завершення якої припадає на 1842. У сучасному місті функціонують 4 храми, що належать греко-католицькій, римо-католицькій та православній конфесіям. Місто є центром Винниківського протопресверіату УГКЦ.

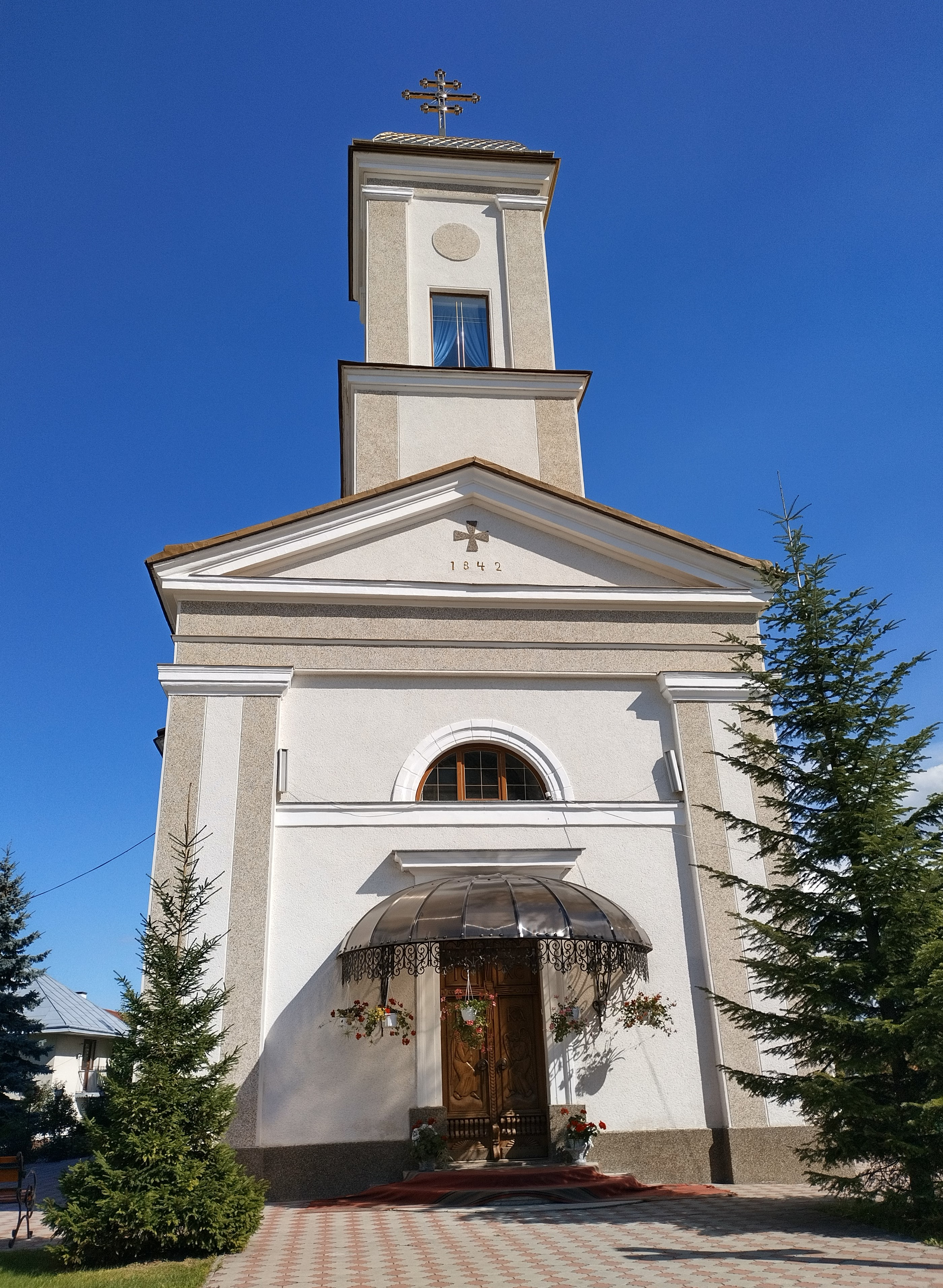
Церква Воскресіння Господнього Перша згадка датується 1515. 1842 відбулося освячення нового мурованого храму. Архітектура церкви витримана в класицистичному стилі.
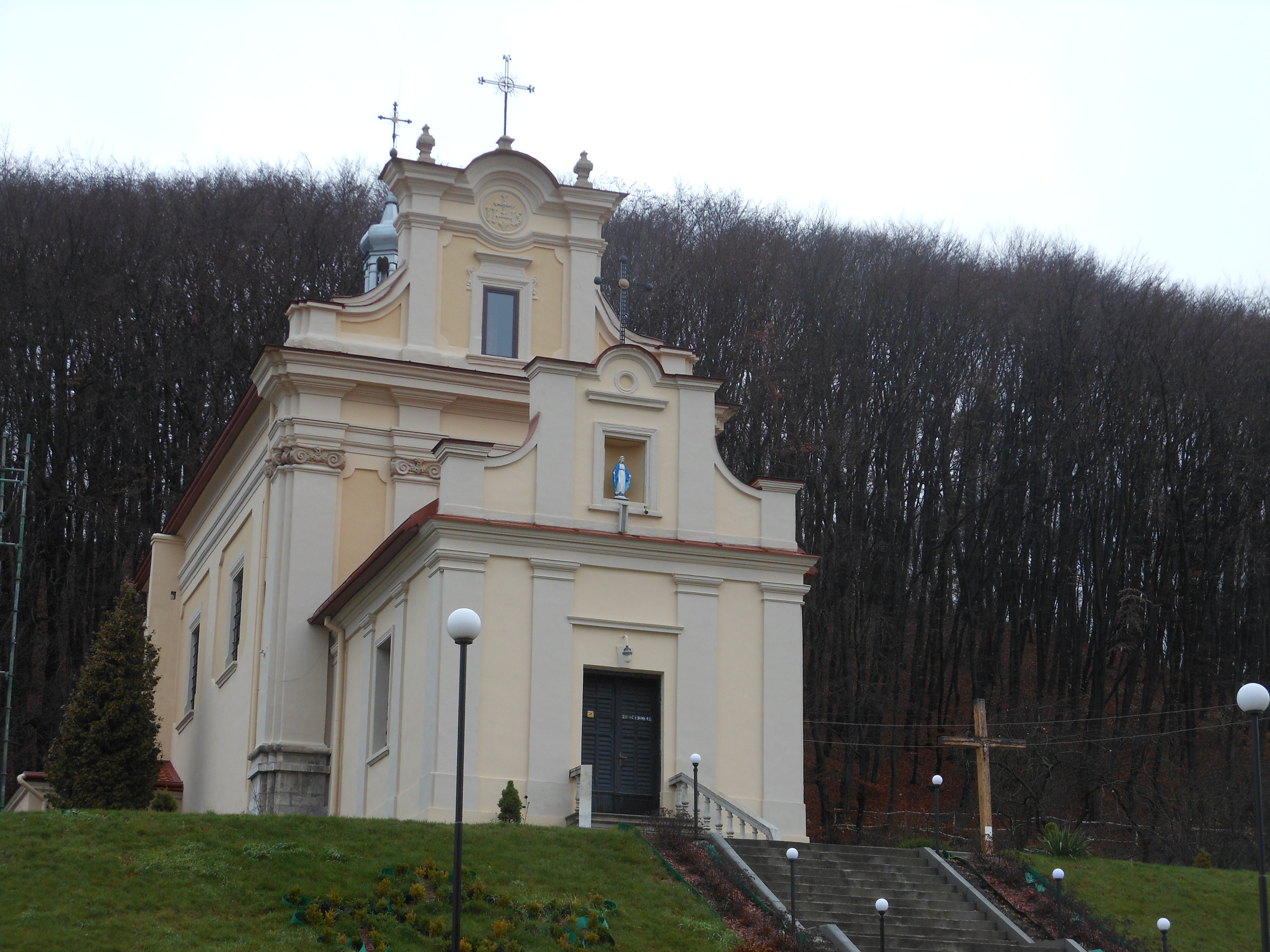
Костел Вознесіння Пресвятої Богородиці (Успіння Пресвятої Діви Марії) Львівської архідієцезії РКЦ (1766). Будівництво костелу розпочалося у 1738 році, і тривало до 1766 року. За радянської влади костел використовувався як склад. У березні 1993 року, після відновлення і освячення, костел знову став служити вірним.
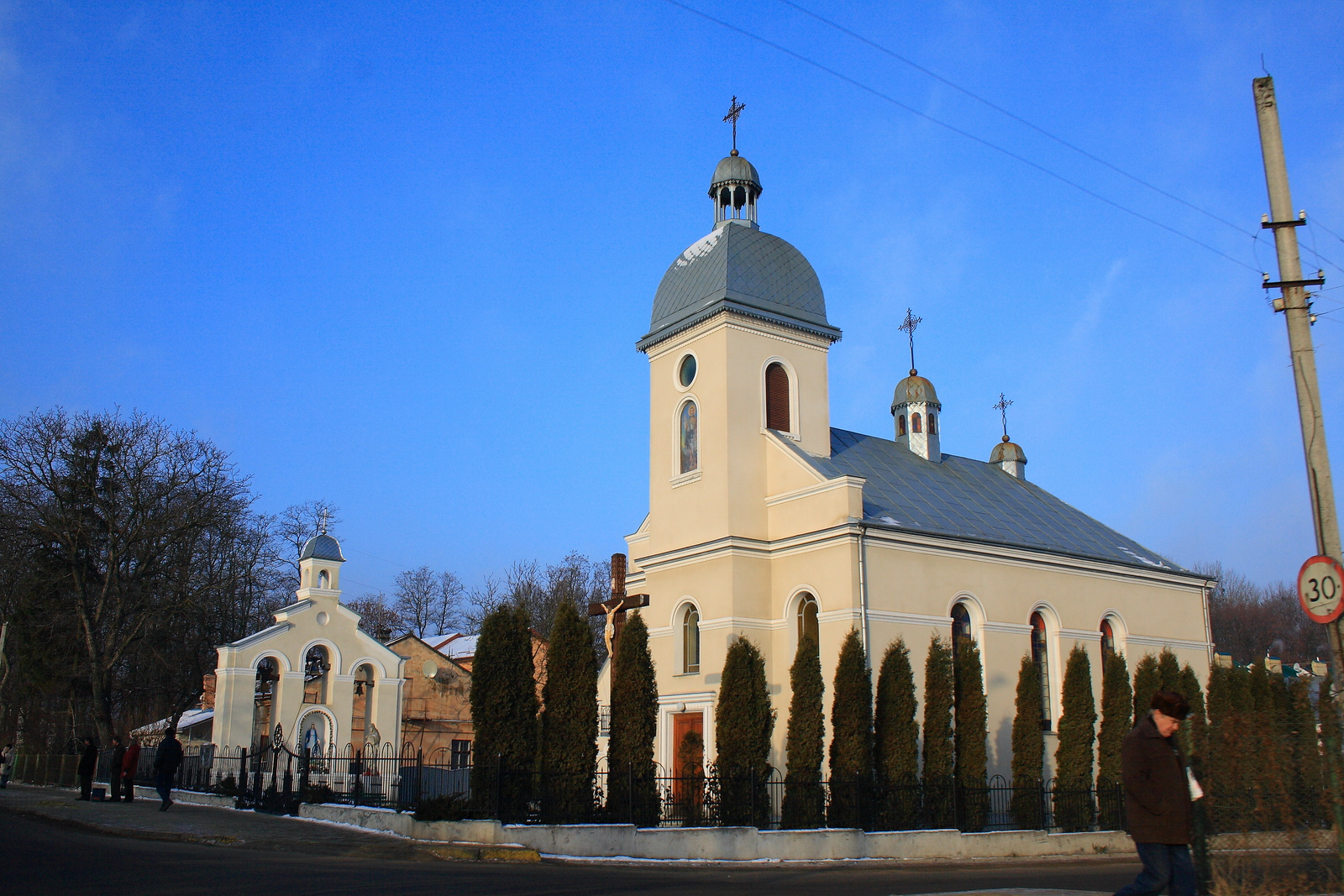
Церква Івана Хрестителя (Лютеранська кірха, 1936) Лютеранська кірха була збудована у Винниках у 1930-х роках, а саме в 1933 року німецька громада розпочала будову свого храму й завершила в 1936 році. Головними натхненниками були винниківські німці Міллер Польді, Бредій Кароль, Гартман, Вольфи, Шнайдери, Майнци та інші. Від 1946 року споруда використовувалася як склад, а пізніше як господарський магазин. 4 січня 1998 року після освячення, вона стала церквою греко-католицької громади і одержала сучасну назву.
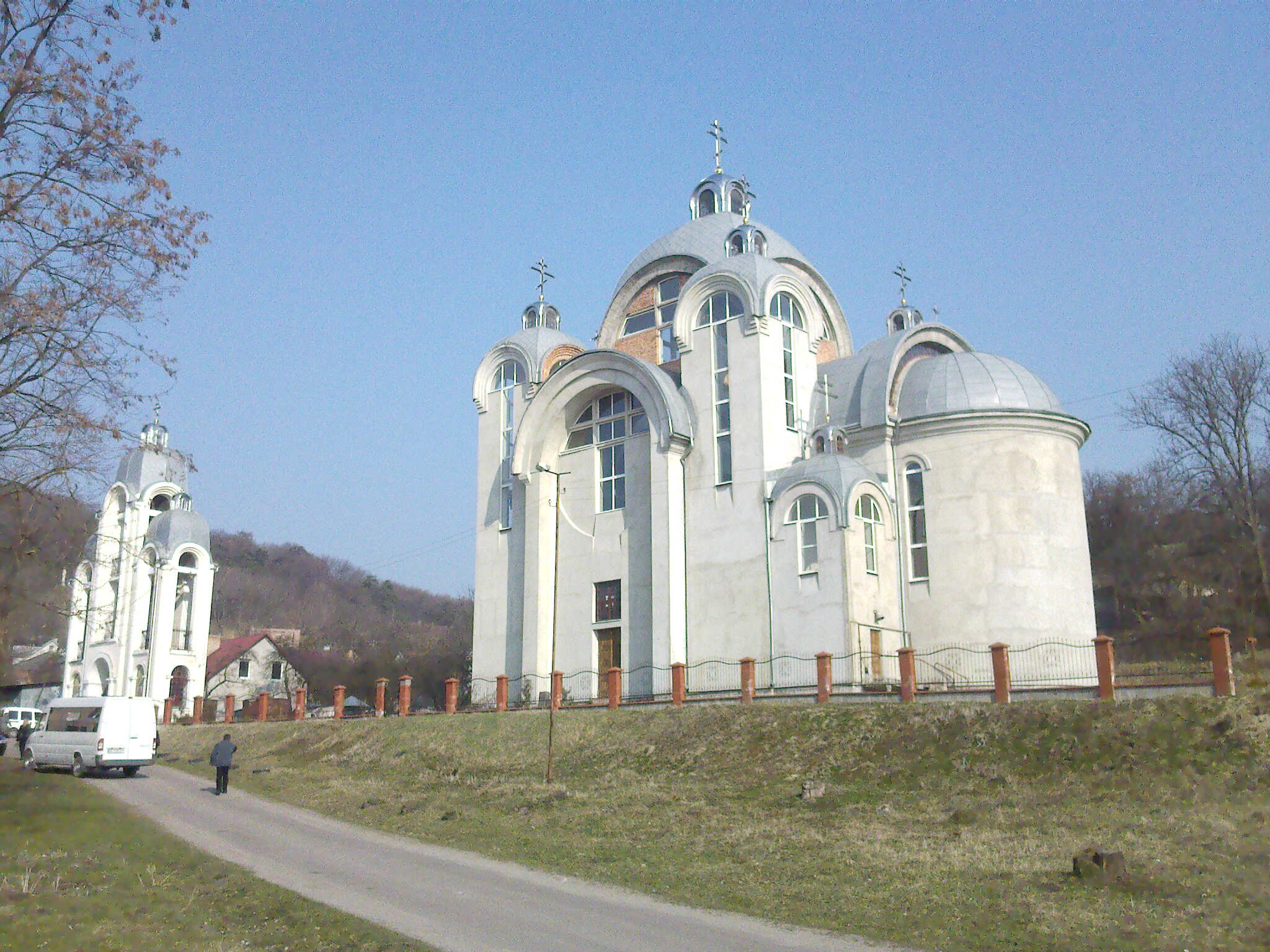
Церква святих Володимира і Ольги (Винники). За ініціативи митрофорного протоієрея о. Михайла Романишина (6 травня 1940 — 3 квітня 2005) та групи однодумців у 1991 році у Винниках розпочалося будівництво храму УАПЦ Святих Володимира і Ольги. Автори проекту — архітектор М. Шпак, інженер — конструктор М. Шевчук та митець — кераміст, заслужений діяч мистецтв Тарас Левків. Архітектура — мурований хрестово-купольний храм із сімома куполами, дзвіниця надбрамна, триярусна. Продовжив справу будівництва й оздоблення храму протоієрей о. Василь Петрик. 29 липня 2001 року відбулося освячення новозбудованого храму.
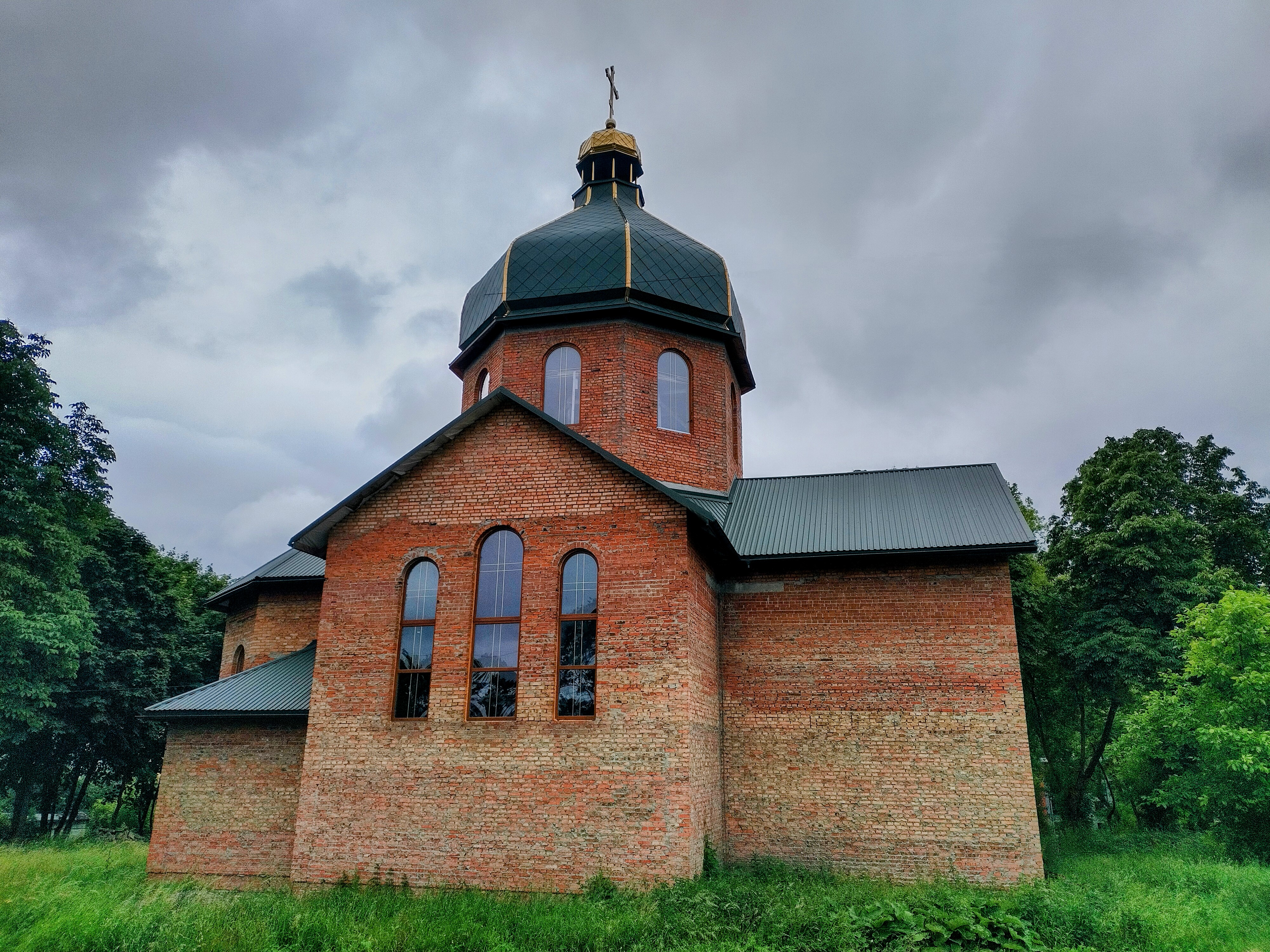
Церква Святого Миколая у стані будівництва

- Винниківський цвинтар. У Винниках знаходиться некрополь — старий міський цвинтар, де, зокрема, можна знайти поховання кінця XVIII — початку XIX століття.[32]
- Старий Винниківський (німецький) цвинтар, що знаходиться в парку при вул. Сахарова. Некрополь діяв у 1785-1944 роках. Тут поховані винниківські німці, мешканці колонії Вайнберґен (Винники). На початку 1950-х років цвинтар був знищений.[33]
- Єврейська синагога, знаходилася на місці будинку при сучасній вул. Франка, 46. Знищена була в часи німецької, а остаточне знищення відбулося в роки радянської окупації. До наших днів збереглися лише стіни колишньої божниці.   - Церква Воскресіння Господнього
  - Костел Вознесіння Пресвятої Богородиці (Успіння Пресвятої Діви Марії)
  - Церква Різдва святого Івана Хрестителя (колишня кірха)
  - Церква Святих Володимира і Ольги
  - Церква Святого Миколая у стані будівництва

## Культура та освіта

### Дошкільна освіта
- Будинок дитячої та юнацької творчості (вул. Франка, 1).
- Дошкільний навчальний заклад ясла-садок № 156 (вул. Теліги, 2—А), розрахований на 45 місць. 28 вересня 2018 року відбувся чин освячення нового корпусу винниківського ДНЗ, який звершили владика Володимир, єпископ-помічник Львівської архиєпархії УГКЦ та владика Макарій, Митрополит Київський та усієї України УАПЦ, у співслужінні винниківських душпастирів різних конфесій[34].
- Дошкільний навчальний заклад № 162 (вул. Теліги, 4), приміщення якого споруджене 1984 року та на той час було розраховане на 320 дітей. Заклад був обладнаний сучасними басейном, спортзалом (із повним комплектом спортивного інвентаря), стаціонарною пральнею, кухнею та ігровими майданчиками. На початку 2002 року садочок був закритий, а згодом приміщення перейшло підприємству «Сільбуд». Тоді це підприємство передало частину будівлі для функціонування загальноосвітньої школи «Берегиня», а іншу частину — ВНЗ «Галицький інститут». Відбулося реформування навчальних закладів і відтоді приміщення колишнього садочку стояло пусткою. Рішенням виконкому Винниківської міської ради від грудня 2015 року приміщення дитячої установи взято на баланс міста. З початку 2016 року у відновлення садочка Львівська міська рада інвестувала понад 40 млн. грн. 30 серпня 2018 року відбулося відкриття відновленого ДНЗ № 162, у якому після ремонту будуть навчатися близько 400 дітей. У закладі функціонуватиме 12 груп, із яких: три ясельні, три — молодшого віку, три — середнього, три — старшого[35].

### Середні загальноосвітні школи
- Львівська середня загальноосвітня школа № 29
- Львівська середня загальноосвітня школа № 47
- Українознавча загальноосвітня школа «Берегиня» (м. Львів)
- Винниківська загальноосвітня санаторна школа-інтернат

### Заклади культури
- Народний дім

Адреса: вул. Шевченка, 5
Керівник: Вінярська Наталя Мирославівна
- Культурний центр «Дозвілля»[36]

Адреса: вул. Шевченка, 3
Керівник: Патер Ігор Михайлович
- Львівська державна школа мистецтв № 9

Адреса: вул. Ринок, 1
Керівник: Харун Ярослав Йосипович

### Музей

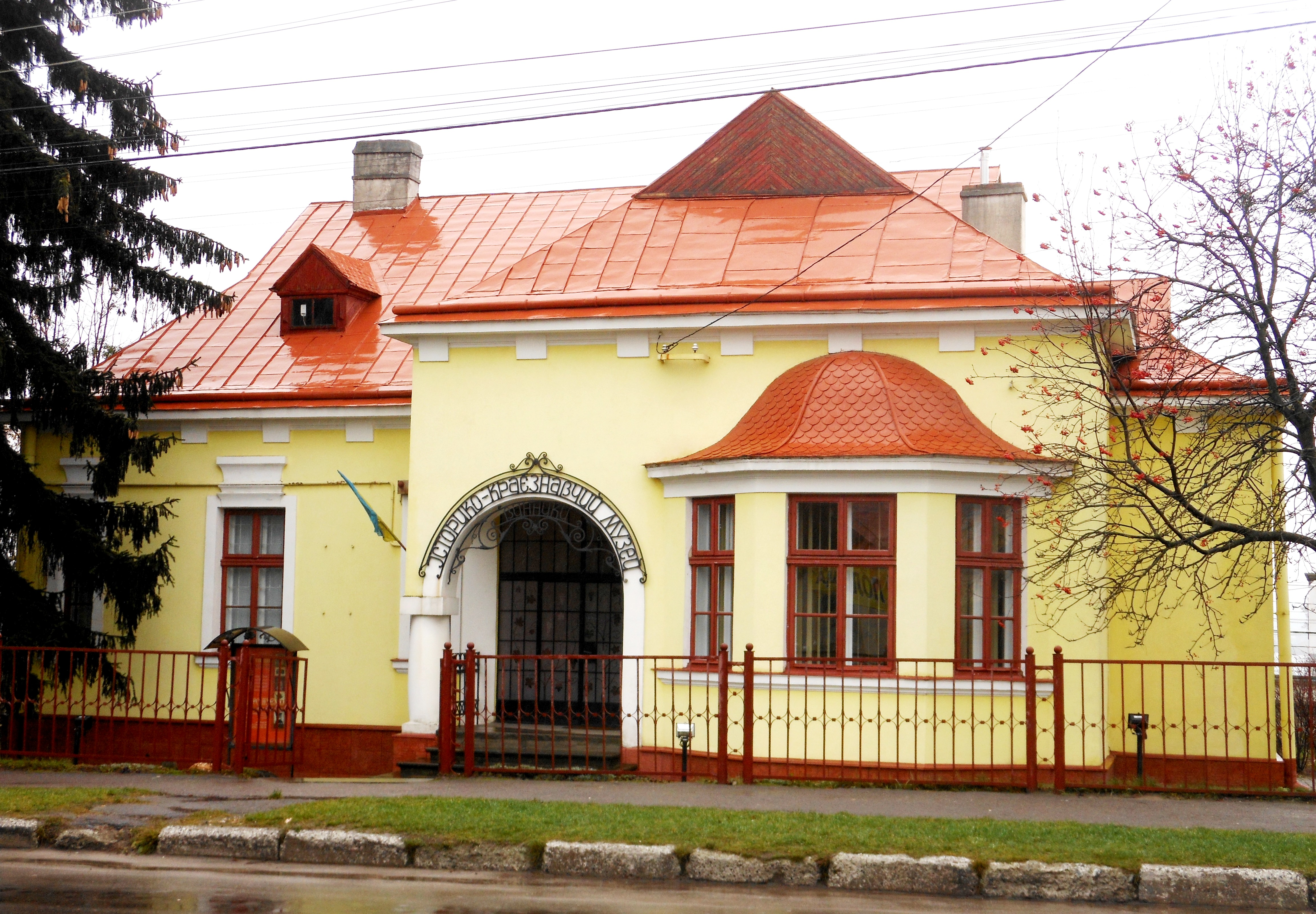
Історико-краєзнавчий музей у Винниках

Історико-краєзнавчий музей — створено рішенням Винниківської міської ради першого демократичного скликання в 1991 році. Постійно діючу експозицію відкрито 4 вересня 1994 року, а 1996 року музей отримав статус обласного.

### Бібліотеки
- Бібліотека-філія № 34 Центральної бібліотечної системи для дорослих м. Львова (вул. Галицька, 49)
- Бібліотека-філія № 35 Центральної бібліотечної системи для дітей м. Львова (вул. Шевченка, 2)

### Періодичні видання
З часу відновлення Винниківського району у 1944 році виникла необхідність у друці періодичного видання, яке відображало б події в районі.
18 серпня 1944—1959 роки — газета «Сталінським шляхом» («Радянське життя») Винниківського райвиконкому і райкому Компартії України та друкарня на вул. Леніна, 36 (тепер вул. Галицька). Директор друкарні — М. А. Гуманецький. Редакція газети — вул. Танкістів (тепер вул. Івасюка). Редактори газети: М. Александренко, Л. Єрмакова, А. Гіль, П. Рахубовський, С. Донченко, В. Балаханова, Ю. Марченко.
Початковий тираж газети становив 1500 примірників, згодом, наприкінці свого існування (1959) — 2200 примірників. Великого значення редакція надавала популяризації постанов, рішень, розпоряджень КПРС та її районного комітету. Багато уваги приділялося повоєнній відбудові району, налагодженню виробництва.
1952—1953 — виходила газета політвідділу Винниківського МТС під назвою «Сталінець», але її видання не було настільки поширеним, як видання «Радянського життя».
1950-ті — багатотиражка «Голос робітника» на Львівській тютюновій фабриці.
1991 (січень) — за сприянням Винниківської міської ради було засновано газету «Винниківський вісник». Майже після 30-річної перерви у Винниках знову з'явилась газета. Видання очолювали: Ратушний, К. Нестеренко, Н. Савіцька, В. Гаврилів, Г. Мриглод, М. Паранчак, О. Кравчик, Г. Некрасова, Б. Бачинський, О. Дацій, Ю. Кухар, М. Вайда, Х. Мамчур.

## Спорт

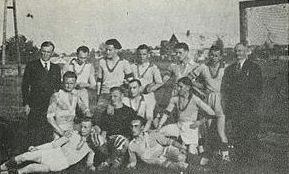
УСТ «Дніпро» (Винники)

- Наприкінці XIX століття на території Австро-Угорщини поширюється так званий «сокільський рух». Український «Сокіл» постав 11 лютого 1894 року у Львові. Метою товариства «Сокіл» — виховувати в українському народі єдність, народну силу й почуття честі шляхом плекання фізкультури, а разом з тим витривалість, рухливість, підприємність, розуміння праці у спільному гурті, дисципліну. Від 1908 року «Сокіл» поширив свою діяльність на всю Галичину: по містах виникли переважно руханкові філії «Сокіл», по селах — руханково-пожежні філії[38].
- Початок XX ст — товариство «Сокіл» (організатор — о. Гірняк Григорій, голова — Омельян Влох).[38]
- Перша футбольна команда — 1927 («Хмара») (проіснувала лише рік). Організатор — В. Дмитерко. 1928 року створено польське спортивне товариство «Зоря» та команду «Сокіл» при читальні товариства «Просвіта», до складу якої увійшли гравці команди «Хмара»[38].
- 1929 — Український робітничий спортивний клуб. Організатор — Юліан Кметь. 1930 — УСТ «Дніпро». Одним із ініціаторів був Стефан Нич. Інженер Ілля Ілляшевський — президент УСТ «Дніпро», Григорій Вільчикський — господар футбольного клубу[38].
- Влада міста виділила для спортсменів Українського спортивного товариства «Дніпро» поле між теперішніми вулицями Стрілецькою і Кривою. Члени УСТ «Дніпро», окрім футболу (копаний м'яч), займалися волейболом (відбиванка), баскетболом (кошиківка), плаванням, легкою атлетикою, лещатарством (лижним спортом), катанням на санках (совгах). Тренували молодь гімназисти. які навчались у Львові[38].
- 29 серпня 1943 року у Львові в басейні на Замарстинові відбулись «Крайові плавацькі першенства». Перше місце на дистанції 100 м горілиць виборола винниківчанка Ірина Готь (до шлюбу Лема) і отримала звання «Мистець краю на 1943», пам'ятну грамоту і медаль[38].
- 1940 на основі польської та української футбольних команд при ЛТФ створено ФК «Харчовик». Під час війни вона розпалася і була відроджена у 1947 році (Юліан Кметь та Богдан Маркевич). 1949 року ФК «Харчовик» (Винники) виборов перше чемпінське місце у першості Львівської області з футболу[38].
- 1949 (як ФК «Більшовик» Винники), 1951 і 1952 (як ФК «Харчовик» Винники) винниківчани виступали в любительському чемпіонаті УРСР серед колективів фізкультури (4, 5 і 9 зони, де зібралися команди переважно Заходу України). 1949 — 4 місце (9 зона), 1951 — 6 місце (5 зона), 1952 — 11 місце (4 зона). 1953 року команда брала участь у Кубку УРСР під назвою «Прапор»[38].
- 1940—1950-ті — легкоатлетична секція[38].
- 1954 — завершено будівництво нового стадіону по вул. Спортовій (за польської окупації там знаходилося польське спортивне товариство). 1958 — дитяча футбольна школа при ЛТФ (Маркевич Богдан Дмитрович)[38].
- 1960 — футбольний клуб «Авангард» Винники чемпіон Львівської області (Маркевич Богдан Дмитрович). 1960 — матчі «Авангард» Винники — «Нафтовик» Дрогобич за «путівку» до класу Б «Україна» (винниківці програли з рахунками 2:0 і 3:0)[38].
- 1964 — юнацька футбольна команда «Авангард» чемпіон Львівської області серед юніорів[38].
- 1970 — футбольний клуб «Харчовик» Винники — чемпіон м. Львова. 1972 — футбольний клуб «Харчовик» Винники володар кубка м. Львова (тренер Богдан Колодій). 1976 — футбольний клуб «Харчовик» Винники чемпіон УРСР серед команд харчової промисловості[38].
- 1979 —1980 — футбольний клуб «Жупан» та дитяча футбольна команда «Жупан» при ЛТФ (припинили існування наприкінці 1990-х). 1990 — започатковано проведення міжнародного юнацького турніру з футболу на приз Карла Мікльоша. 1995 — футбольний клуб «Жупан» (Винники) — чемпіон м. Львова. 1996 і 1997 — футбольний клуб «Жупан» Винники бронзовий призер м. Львова[38].
- 2003 (червень) — заснована дитяча футбольна школа Мирона Маркевича «Рух» (директор Юрій Гданський). Тренери: Роман Гданський, Ігор Дідик, Маркіян Шкраба, Олег Леган[38].
- 2009 — заснована доросла футбольна команда Рух (Винники) (президент Григорій Козловський). Тренер — Роман Гданський. Чемпіон Львівської області — 2012, 2013, 2014, 2015 Володар кубка Львівської області — 2012, 2014, 2015 Володар суперкубка Львівської області — 2013 Переможець турніру пам'яті Ернеста Юста — 2012, 2013, 2014[38].
- 2013 (жовтень) — футбольний клуб Рух (Винники) срібний призер першості України з футболу серед аматорів та Другої Ліги. 17 листопада 2013 року — у приміщенні КЦ «Дозвілля» відбулося нагородження чемпіонів і володарів Суперкубка Львівської області гравців ФК «Рух». 17 жовтня 2014 р — футбольний клуб Рух (Винники) вперше у своїй історії став чемпіоном України з футболу серед аматорських команд. 2015 (вересень) — футбольний клуб Рух (Винники) срібний призер першості України з футболу серед аматорів[38].
- ДЮСШ «Тризуб», у якій серед різних видів спорту успішно розвивається вільна боротьба. 1970-ті (середина) — ДЮСШ «Тризуб» (тренери: Богдан Білоус, Василь Родич, Роман Проців, Андрій Корсун). Директор — Едуард Левицький[38].
- Мотоспорт у Винниках має давні і славні традиції, а його розквіт припадає на кінець 1950–1980-ті 1958/1959 — першість Львівської області з мотокросу. Мототраса — Винниківське озеро — кар'єр «Пісковня» — Чортові скелі — Винниківське озеро. Видатні мотогонщики-винниківчани: Віктор Вінцкевич (нар. 1939), Андрій Шемечко (нар.1946), Зенон Оприск (нар. 1949), Володимир Гундяк (нар.19.07.1947), Любомир Романишин (нар. 1951), Володимир Ціж (нар. 1951) та інші. 1964 року на мототрасі «Майорівка» у Винниківському лісі проходили етапи чемпіонату СРСР, України, ранги кубка Європи. 2010 — мотоклуб «Драйв»[38].

## Медичні заклади
- У Винниках діє Львівський обласний госпіталь інвалідів війни та репресованих імені Юрія Липи.

## Пам'ятники міста
Пам'ятники Винників список:
- Пам'ятник Тарасові Шевченку (Винники) (28 вересня 1913)[19].
- Пам'ятник воїнам УГА (Винники) (5 червня 1922)[19].
- Пам'ятник Іванові Франку (Винники) (1956)[19].
- Пам'ятник Іванові Огієнку (Винники) (2010)[19].
- Символічна могила «Борцям за волю України» (1990)[39].
- 1997 (червень) — пам'ятний знак по вул. Галицькій, на якому викарбувано: «Тут стояла хата, у якій у 1922—1924 жив з родиною Іван Огієнко — великий син українського народу»[19].
- 650-ліття Винників (2002)[19].
- 10-річчя Незалежності (2001) — подарунок громаді міста від родини Маркевичів[19].
- Пам'ятник радянським воїнам, що загинули при визволенні міста Винники у липні 1944 року.

## Меморіальні, пам'ятні таблиці
- Меморіальна таблиця Маркіяну Шашкевичу — перша меморіальна пам'ятна таблиця, відкрита у Винниках 1911 року в приміщенні церкви Воскресіння Господа нашого Ісуса Христа.[40]
- Меморіальна таблиця Іванові Липі (1994)[40].
- Меморіальна таблиця Михайлу Чеславському (2004)[40].
- Меморіальна таблиця «Борцям за незалежність України» (1997)[40].
- Меморіальна таблиця Товариству «Просвіта» (1998, автори Тарас Левків та Валерій Божко)[40].

## Історичні об'єкти
- Винниківський замок (XVII-XVII ст.);
- Цісарська криниця (Винники) (1826).

## Відомі люди

### Власники Винників
- Бертольд Штехер[41].
- Матеус Штехер[41].
- Юрій (Григорій) Штехер[42].
- Ян Бернечий[42].
- Грицько Кердейович[41].
- Юрій Струмило[42].
- Рід Лагодовські(Ванько,Лагодовський Олександр Ванько, Іван (Ян) Лагодовський, Андрій Лагодовський)[43].
- Рід Замойські (Вацлав Ян Замойський,Стефан Замойський)[44].
- Рід Тарло[45].
- Рід Потоцькі (Маріанна Потоцька, Станіслав Владислав Потоцький, Франциск Салезій Потоцький)[46].
- Самуель Ґловінський[47].

### Видатні винниківчани
- Байцар Андрій (нар. 1966) — український науковець-географ і краєзнавець, доцент, кандидат географічних наук, дослідник географії та історії міста Винники.
- Банах Ігор — учасник боїв на сході України в складі Національної гвардії. 13 серпня 2015 року — нагороджений орденом За мужність III ступеня.
- Банах-Твердохліб Ірина — художниця, представляла українське мистецтво за кордоном[48].
- Банах Павло — український педагог, літератор[48].
- Винників Наталя — одна із найбільш активних членів ОУН, підсудна в показовому політичному процесі (1940), що дістав назву «Процес—59» (за кількістю підсудних)[49][50].
- Влох Михайло — поручик австрійської армії, автор регіонального збірника про Винники «Винники. Звенигород. Унів та довкільні села» (1970 Чикаго, США)[48].
- Влох Орест-Степан — український фізик і громадсько-політичний діяч, професор, засновник і директор Інституту фізичної оптики, активний громадський діяч. Один із засновників Народного Руху України та народний депутат Верховної Ради України I-го демократичного скликання[48].
- Возницький Борис — український музейний діяч та мистецтвознавець; почесний громадянин Винник (від 7 липня 2011), герой України (2005), заслужений працівник культури України та Польщі, лауреат Державної премії ім. Т. Г. Шевченка (1990), премії ім. Я. Кохановського[48].
- Врецьона Володимир — активний член ОУН, керівник санітарної служби Повстанського штабу ОУН у Кракові від березня 1940, учасник українського національно-визвольного руху[48].
- Врецьона Григорій — перший визначний педагог та освітній діяч з Винників, редактор і видавець педагогічних журналів та автор підручників і популярних видань[48].
- Врецьона Євген — активний член УВО, ОУН, УГВР, видатний політичний і військовий діяч, один із найближчих сподвижників Є. Коновальця. Мав псевда — Беран, Волянський, Ганді, Турчишин[48].
- Голіян Володимир (13 грудня 1903, м. Винники — 30 травня 1996, Австралія) — воїн УГА, діяч ОУН[51].
- Гузар-Левицька Ольга — українська громадська діячка в Галичині, перекладачка драматичних творів українською мовою, друкувала власні листи до Василя Барвінського у «Правді» 1878 року.
- Гриневичева Катря — письменниця[48].
- Домазар Антін — військовий та громадський діяч, стрілець УГА[52].
- Домазар Зенон (Зиновій) — крайовий провідник ОУН на Українських Землях. У 1940—1941 роках — Військовий Референт Окружної Екзекутиви ОУН(М) Ярославського округу. Загинув у вересні 1943 року в Бабиному Яру[50].
- Дмитерко Дмитро — вчитель, лікар, збудував у Винниках лікувальний санаторій для хворих на легені на власній землі в урочищі «Піддіброва»[48].
- Дмитерко Любомир — поет, прозаїк, драматург, літературний критик, громадський діяч, член літературної спілки «Західна Україна», член Спілки письменників СРСР (1935)[48].
- Дмитерко Юліан — учасник українського визвольного руху[53].
- Дунін-Борковський Станіслав — польський аристократ, граф, чернець-єзуїт, філософ, дослідник творчості Боруха Спінози[54].
- Дуткевич Андрій (1799 — 26 вересня 1866, м. Львів) — український греко-католицький священник, парох Винник (1833—1838), ректор Генеральної духовної семінарії у Львові, член Митрополичої консисторії[55].
- Дорош Юліан-Юрій — український фотограф-художник, піонер української кінематографії в Галичині, етнограф, краєзнавець; член Українського фотографічного товариства[48].
- Златокудр Іван (нар. 1930) — український поет, перекладач[56].
- Ідзінський Юрій Юрійович (нар. 1999) — український борець вільного стилю; майстер спорту України міжнародного класу.
- Калинович Володимир Сидорович — шляхтич, мовознавець, публіцист, професор Львівського університету (німецька філологія), громадський діяч[57].
- Кипріян Мирон (нар. 27 липня 1930) — головний художник театру ім. М. Заньковецької, народний художник України, лауреат Національної премії України ім. Т. Шевченка, лауреат премії імені В. Клеха (США).
- Кияк Роман Андрій — діяч українського визвольного руху та Української Греко-Католицької Церкви. Мав псевда — Кривоніс, Фігурка[48].
- Кияк Тарас — український вчений-мовознавець, громадський та політичний діяч, доктор філологічних наук, професор, завідувач кафедри теорії та практики перекладу з німецької мови Інституту філології Київського Національного Університету імені Тараса Шевченка[48].
- Кияк Юліан (нар. 25 січня 1946, м. Винники) — видатний медик, професор, завідувач кафедри сімейної медицини (від 2005).
- Красівський Зеновій — український націоналіст, поет, літератор, член Українського національного фронту (УНФ) та Української Гельсінської групи, останній Крайовий провідник ОУНР у Радянській Україні. З кінця 1947 року й до березня 1949 року Красівський мешкав у Винниках у родині Марії Гуль[58].
- Кірдей Грицько (Грицько Кердейович, Грицько з Поморян, Грицько Кердеєвич; ? — 1462) — український (руський) шляхтич. Староста холмський (1431–1439), подільський воєвода (1439–1462);, теребовельський староста (?-?), староста красниставський, каштелян львівський. Був власником Винників у 1443 На початку XV ст. був власником Гусятина (Тернопільщина)[48].
- Козак Михайло — (1888, м. Винники — 1942 (?), м. Станиславів (нині — Івано-Франківськ) — сотник УГА, доктор[59].
- Кутний Тарас Олегович (1997—2022) — молодший лейтенант Національної гвардії України, учасник російсько-української війни.
- Лагодовський Олександр — один з найвідоміших власників Винників, нащадок представників стародавнього українського роду./publ/21-1-0-716
- Лауб (Ляуб) Антон — живописець, графік, літограф, колекціонер[60].
- Левицький Богдан — підсудний у «Процесі 101», активний учасник Листопадового чину в 1918 році, суддя в Дрогобичі, Стрию, Косові, адвокат у Винниках[48].
- Левицький Володимир — громадський і культурний діяч, письменник, літературний критик, видавець, голова Винниківської читальні, почесний член товариства «Просвіта» (з 1925), дійсний член НТШ (з 1926)[48].
- Левицький Ярослав — син Володимира Левицького; активний діяч у Винниках та натхненник національної ідеї, правник, старшина української армії[48].
- Левків Тарас (нар. 25 червня 1940, с. Мала Березовиця) — художник-кераміст, графік. Заслужений діяч мистецтв України, завідувач відділу художньої кераміки Львівського державного коледжу декоративного і ужиткового мистецтва ім. Труша[48].
- Леопольд фон Захер-Мазох — австрійський і німецький письменник, автор популярних романів і новел (зокрема на еротичні та фольклорні теми), чиїм іменем було названо один із видів досягнення сексуального задоволення — мазохізм[48]
- Магаляс Семен — культурно-освітній і військовий діяч, співорганізатор Державного Секретаріату Військових Справ ЗУНР, сотник Армії УНР[61]; начальник закордонного відділу Головного управління Генерального штабу Дієвої армії УНР; начальник мобілізаційного відділу Головного управління Генерального штабу УНР[48].
- Маркевич Мирон — радянський та український футболіст і тренер. У минулому головний тренер харківського «Металіста», львівських «Карпат». Рекордсмен української вищої ліги за кількістю ігор у ранзі головного тренера — 408 (з урахуванням сезону 2007/08)[48].
- Мегаль Віктор — один із перших емігрантів з Винник до США, культурно-освітній діяч на еміграції, активний член Українського Православного Катедрального Собору Св. Володимира в Чикаго[48].
- Мисько Пилип — вчитель гімназії, директор «Торгової Спілки»; повітовий комісар Винник у листопаді 1918[48].
- Николаєнко Лев («Винниченко»; 1916, м. Винники — 24 січня 1949, біля с. Грушка Тлумацького р-ну Івано-Франківської обл.) — лицар Бронзового хреста бойової заслуги УПА. Вояк УПА, бунчужний сотні УПА «Залізні» (1945), бунчужний куреня «Смертоносці» ТВ 22 «Чорний Ліс» (1946—1947).
- Огієнко Іван — міністр віросповідань, громадський діяч, письменник, митрополит УАПЦ, історик Церкви[48].
- Поточняк Антін — священник Української греко-католицької церкви, активний учасник «Просвіти»[48].
- Поточняк Ростислав — (нар. 26 січня 1948, м. Винники) — радянський та український футболіст і тренер. Виступав у клубах «Карпати» (Львів) та «Металіст» (Харків). Володар Кубка СРСР 1969. Майстер спорту СРСР.
- Рак Антін — суддя апеляційного суду у Львові, у 1915—1921 роках — був на засланні в Сибіру; у 1930—1939 — голова Товариства прихильників мистецтва у Львові, співробітник журналу «Життя і право»; громадський діяч і суддя у Винниках[48].
- Рак Софія — дружина Антіна Рака, громадсько-суспільна діячка, 1924—1927 — голова товариства «Сирітський Захист» у Стрию і в 1928—1939 — голова товариства «Українська Захоронка» у Львові[48].
- Рак Ярослав — член Українського Спортового Союзу у Львові і голова Українського Студентського Спортивного клубу; член ОУН, один із підсудних у Варшавському процесі за вбивство польського міністра Б. Пєрацького (1934). Син Антіна та Софії Раків[49].
- Сардак Григорій — український хірург, піонер судинної хірургії[62].
- Слимаковський Іван (1807 — 21 листопада 1878, м. Львів) — український греко-католицький священник, парох Винник (1839—1848), ректор Генеральної духовної семінарії у Львові, член Митрополичої консисторії[63].
- Сопілка Мирослава — українська поетеса та прозаїк[48].
- Федоренко Віктор Олександрович (нар. 1953) — український генетик, доктор біологічних наук, професор. Завідувач кафедри генетики та біотехнології Львівського національного університету імені Івана Франка.
- Ференчук Юрій Дмитрович (псевдо Хрущ) — член ОУН, воїн УПА, політв'язень, учасник Кенґірського повстання, краєзнавець.
- Хомик Богдан-Михайло Романович (1994—2023) — солдат збройних сил України, учасник російсько-української війни.
- Шмід Вільгельм — львівський архітектор. Ад'юнкт будівельного департаменту Галицького намісництва. Проектував житлові та адміністративні будинки в стилі пізнього класицизму з елементами бідермаєру та історизму[60].
- Штехер Бертольд — перший відомий власник Винників. Перший львівський війт німецького права, який отримав маєтки під Львовом (млин Сільський Кут, селище Малі Винники і хутір Підберізці) за вірну службу від короля Льва Даниловича (1228—1301)[48].
- Штехер Матеус (Матвій) — син Бертольда, що також був війтом Львова та власником Винник, а його далекий нащадок — Штехер Петро був львівським бургомістром[48].
- Щуровський Володимир — член Українського лікарського товариства, дійсний член НТШ, громадський діяч. У 1920-х роках працював директором стрілецького шпиталю у Винниках[64].
- Щуровський Євген — громадський та політичний діяч, поручник УГА, член правління «Союзу Українських адвокатів у Львові», член суду Львівської Адвокатської Палати, адвокат у Винниках та Долині в 1920-х роках. У Винниках активно займався громадською і політичною роботою. У польських судах відстоював інтереси винниківських українців. Був одним із ініціаторів створення у Винниках Української вчительської семінарії в 1923 році[64].
- Юрій (Григорій) Штехер — львівський міщанин і дідич німецького походження другої половини XIV століття(Княжа доба) і володар Винників (1352—кінець XIV століття). Онук першого львівського війта Бертольда Штехера та син львівського війта Матеуса Штехера[42].

### Видатні винниківчани, поховані у Винниках
- Баран Петро — український священник, діяч «Просвіти», багатолітній парох у Винниках[32].
- Білоус Богдан Дмитрович (1949—1994) — майстер спорту з вільної боротьби та самбо, багаторазовий переможець і призер першостей України та СРСР[32].
- Богонюк Василь (1894—1965) — священник УГКЦ, доктор і його дружина Олена (1899—1976)[32].
- Гірняк Григорій — один із визначних представників галицького духовенства, довголітній парох, декан у Винниках, член Архиєпархіяльного церковного суду, парох-консультант Митрополичого Ординаріяту, член управи священицького вдово-сиротинського фонду, почесний радник Митрополичої Консисторії. У громадському житті — член Повітової ради, один із засновників та активних діячів винниківської читальні товариства «Просвіта»[32].
- Гуглевич Аркадій (1876—1961) — священник УГКЦ, громадський діяч, в'язень більшовицьких таборів[32].
- Гуглевич Данило (1909, біля Добромиля, Польща — 1983, м. Винники) — священник УГКЦ, в'язень більшовицьких таборів (2 жовтня 1945—1955)[32].
- Зубрицький Гнат — учасник національно-визвольних змагань 1918—1921 років, педагог.[32].
- Йона Ярослав — стрілець УГА (з 1 січня 1919), козак 3-ї Залізної дивізії стрілецької Армії УНР[65].
- Калитовський Іван — відомий винниківський лікар, патріот України[32].
- Керницький Михайло (1896—1979) — краєзнавець, вчитель історії, громадсько-політичний діяч[32].
- Кипріян Богдан — член ОУН, редактор самописного ілюстрованого журналу для дітей «Дитячий шлях», що виходив у Винниках у 1934—1935 роках. Рідний брат Мирона Кипріяна[32].
- Кияк Григорій — видатний вчений і педагог у галузі аграрної науки, доктор сільськогосподарських наук, професор, член-кореспондент Академії наук УРСР, заслужений діяч наук УРСР, завідувач кафедри рослинництва і луківництва (1947—1987).
- Липа Іван — український громадський і політичний діяч, письменник, за фахом лікар, керуючий управлінням культури і віровизнання УНР та міністр охорони здоров'я в уряді УНР[32].
- Лиско Володимир — священник УГКЦ, релігійний і громадський діяч[32].
- Любич-Парахоняк Олександра (1892—1977) — відома світова оперна співачка[32].
- Маркевич Богдан — український футбольний тренер; грав за команди «Дніпро», «Харчовик» і «Жупан» (усі — Винники); працював тренером у командах «Жупан» (Винники) та «Світанок» (Львів), наприкінці 1960-х і на початку 1970-х років був тренером-селекціонером львівських «Карпат»; почесний громадянин Винник[32].
- Нагляк Яків (1889—1959) — доктор, старшина австрійської армії під час першої світової війни, січовий стрілець[32].
- Осташевська Теофілія (Лиско)  — дружина отця Осташевського Йосипа (1890—1948) — видатного діяча УГКЦ, декана Винниківського (1927—1945), пароха с. Підберізці (з 1927). Могила має незвичний напис: «В пам'ять родини Осташевських». Поховано там лише Теофілію Осташевську, а о. Йосифу Осташевському (помер у Харківській тюрмі), Володимиру і Мирославу Осташевським (синам, які загинули в 1944 році по дорозі фронт) не судилося мати власних могил[32].
- Підлісецький Володимир — січовий стрілець, підхорунжий УГА, керівник Листопадового чину у Винниках у 1918 році[32].
- Полєк Микола — професор-філолог львівської гімназії, займався науковою роботою, вивчав побут римлян і греків, українською мовою видав підручник «З побуту римлян і греків» для гімназій[32].
- Сенчишин Ганна Михайлівна (26 лютого 1935, c. Глуховичі — 19 грудня 2014, м. Винники) — культурний і громадський діяч Винник[66].
- Сидурко Василь (1891—1959) — скульптор першого на Україні пам'ятника січовим стрільцям у Винниках та його дружина Карія (1891—1958)[32].
- Слота Зеновій (1 січня 1922, с. Шили — 18 березня 2011, м. Винники) — громадський діяч, член Секретаріату та один з ініціаторів створення Львівського обласного об'єднання ветеранів Другої світової війни[67]. Працював директором шкіл Новосільського району на Тернопільщині, а потім у школах Винниківського району — у селі Чишки та у Винниках. За сумлінну багаторічну педагогічну працю був нагороджений значком «Відмінник народної освіти» та грамотою облвно, а також нагороджений орденами «Велика Вітчизняна війна» І ступеня, «За мужність» і «За заслуги» III ступеня та медалями[68]. Почесний громадчнин Винник[32].
- Федюк Микола — маляр-реаліст, живописець, графік і педагог та його дружина Меланія(1898—1979)[32].
- Хома Володимир — член ради суспільно-культурного товариства «Надсяння»; відзначився в урочистих подіях присвячених 150-річчю народження Т. Г. Шевченка (у Канівському музеї Т. Шевченка досі зберігається незвичний «золотий вінок» авторства В. Хоми).
- Чеславський Михайло Степанович (1921—2003) — видатний педагог, багатолітній директор СШ № 29 і його дружина Лідія (1922—2008).[32]

### Почесні громадяни Винник
1996
- Довган Марія Миколаївна (посмертно) — член ОУН, засновник т-ва української мови ім. Т. Шевченка у Винниках[69]
- Йосифів Петро Миколайович (23 06.1923 — 06.09.2012) — член ОУН, громадський діяч[69].
- Йосифів Софія Іванівна (1927—2002) — активний учасник громадського і політичного життя міста[69].
- Левків Тарас — художник-керамік, заслужений діяч мистецтв України[69].
- Бродило Ілля Андрійович (посмертно) — активний учасник руху за національне відродження України[69].

1997
- Кондришин Петро Ількович  — активний учасник громадського і церковного життя міста[69].
- Слота Зеновій (1922—2011) — громадський діяч, педагог[69].

1998
- Козак Ярослав Дмитрович (посмертно) — активний учасник громадського життя міста[69].
- Мороз Володимир (1913—1996) — український греко-католицький священник, в'язень сталінських концтаборів, Почесний громадянин Винник (посмертно)[69].

1999
- Копач Степан Титович (посмертно) (1902—1991) — активний учасник Листопадового чину у Винниках у 1918 році[69].

2000-і
- Богуш Стефанія Миколаївна (нар. 11 липня 1935) — активний діяч «Просвіти»[69].
- Кипріян Мирон — головний художник театру ім. М. Заньковецької, народний художник України, лауреат Національної премії України ім. Т. Шевченка, лауреат премії ім. В. Клеха (США)[69].
- Кітура Марія-Зеновія Едуардівна (1925—2015) — активний учасник громадського життя міста[69].
- Косар Дмитро Михайлович (нар. 8 листопада 1929) — активний діяч «Просвіти»[69].
- Маркевич Богдан (1925—2002) — український футбольний тренер[69].
- Пивовар Любомира Кирилівна (нар. 20 липня 1925) — активний учасник громадського життя міста[69].
- Покусінський Йосип Васильович (1920—2014) — воїн УПА, в'язень більшовицько-російських концтаборів[69].
- Сапеляк Ярослав Михайлович (нар. 11 січня 1935) — активний діяч «Просвіти»[69].

2011
- Возницький Борис  — український музейний діяч та мистецтвознавець[69].
- Грабовецький Володимир  — двічі відмінник освіти України, почесний професор кафедри країнознавства Українського державного університету, почесний доктор Ужгородського національного університету, почесний професор Прикарпатського національного університету, народний історик Прикарпаття, нагороджений 35 урядовими та громадськими грамотами і дипломами, урядовими орденами та медалями[69].

2012
- Кияк Тарас — український мовознавець і громадсько-політичний діяч, професор[70]
- Маркевич Мирон — радянський та український футболіст і тренер. Працював у командах: Торпедо (Луцьк), Поділля (Хмельницький), Карпати (Львів), Кривбас (Кривий Ріг), Металург (Запоріжжя), Анжі (Махачкала, Росія), Металіст (Харків) та Дніпро (Дніпро). Був головним тренером національної збірної України. З липня 2016 року — голова комітету національних збірних ФФУ[70].

2014
- Баран Петро Семенович(посмертно) — український священник, діяч «Просвіти», багатолітній парох у Винниках[71].
- Керницький Михайло (посмертно) — краєзнавець, вчитель історії, громадсько-політичний діяч[71].
- Гнида Володимир Михайлович (нар. 1919, м. Винники) — воїн дивізії «Галичина», в'язень сталінських концтаборів, багатолітній паламар у Святовоскресенському храмі Винник[71].
- Янда Олег Йосифович, Богонос Юрій Богданович, Волощук Ростислав Романович — учасники АТО[71].

2015
- Паньків Петро — священник УГКЦ[72].
- Петрик Василь — священник УАПЦ[72].

2016
- Винничук Юрій — письменник.
- Бєлявський Олександр — міжнародний гросмейстер[73].

2017
- Тинкалюк Микола — фотомайстер, художник Міжнародної федерації фотомистецтва, член Національної спілки фотохудожників України.
- Ігор (Ян) Ігнатович (нар. 1952) — канадець українського походження, бабця, дідусь і мама якого мешкали у Винниках. Підприємець, меценат, громадський діяч, продюсер першої англомовної художньої стрічки «Гіркі жнива» (робоча назва «Врожай диявола»), в основу якої лягли трагічні події в Україні початку 20 століття — Голодомор 1932—1933 рр.[73].

2018
- Скорик Мирослав — композитор, Герой України, Народний артист України, іменем якого названо і відкрито першу в Україні Концертну залу на базі місцевої СЗШ № 29.
- Годунько Йосиф — винниківчанин, освітян, митець[74].

2019
- Тихолоз Богдан — літературознавець, франкознавець, директор Львівського національного літературно-меморіального музею Івана Франка[75][76].
- Котельник Андрій — боксер, призер Олімпійських ігор 2000 року та колишній чемпіон світу у 1-й напівсередній ваговій категорії у версії WBA[77].

### Слуга Божий Католицької Церкви
Фльорко Юзеф (пол. Józef Florko; 8 травня 1915, м. Винники — квітень1945, транзитний концтабір Берґен-Бельзен у провінції Гановер (нині — Нижня Саксонія, Німеччина) — польський римо-католицький священник, Слуга Божий Католицької Церкви.

### Міські голови Винників
- 1982—1990 — Петро Лісний.
- 1990 — Мирон Калатин.
- 1990—1994 — Василь Дутка.
- 1994—2002 — Ярослав Хамуляк (тричі — 1994, 1998 та 2002).
- 2002—2006 — Сергій Уваров.
- 2006—2010 — Гудзяк Теодор.
- 2010—2015 — Сергій Уваров.
- 2015—2020 — Володимир Квурт[79].

Починаючи з жовтня 2020 року міські голови Винник більше не обираються, оскільки місто увійшло до складу Львівської міської громади.

## Урочисті дні у Винниках
- Акт Злуки УНР і ЗУНР — 22 січня.
- Вшанування пам'яті Тараса Шевченка — 9 березня і 10 березня.
- День Героїв (найближча неділя до 23 травня) — вшанування полеглих у боротьбі за волю України.
- 7 липня і 28 липня — храмові свята основних церков міста.
- День міста 23 серпня — святкування річниці заснування Винників.
- День Незалежності України — 24 серпня.
- Покрова Пресвятої Богородиці — 1 жовтня.
- Створення Української Повстанської Армії (УПА) — 14 жовтня.
- Святкування річниці створення ЗУНР — 1 листопада.

## Галерея

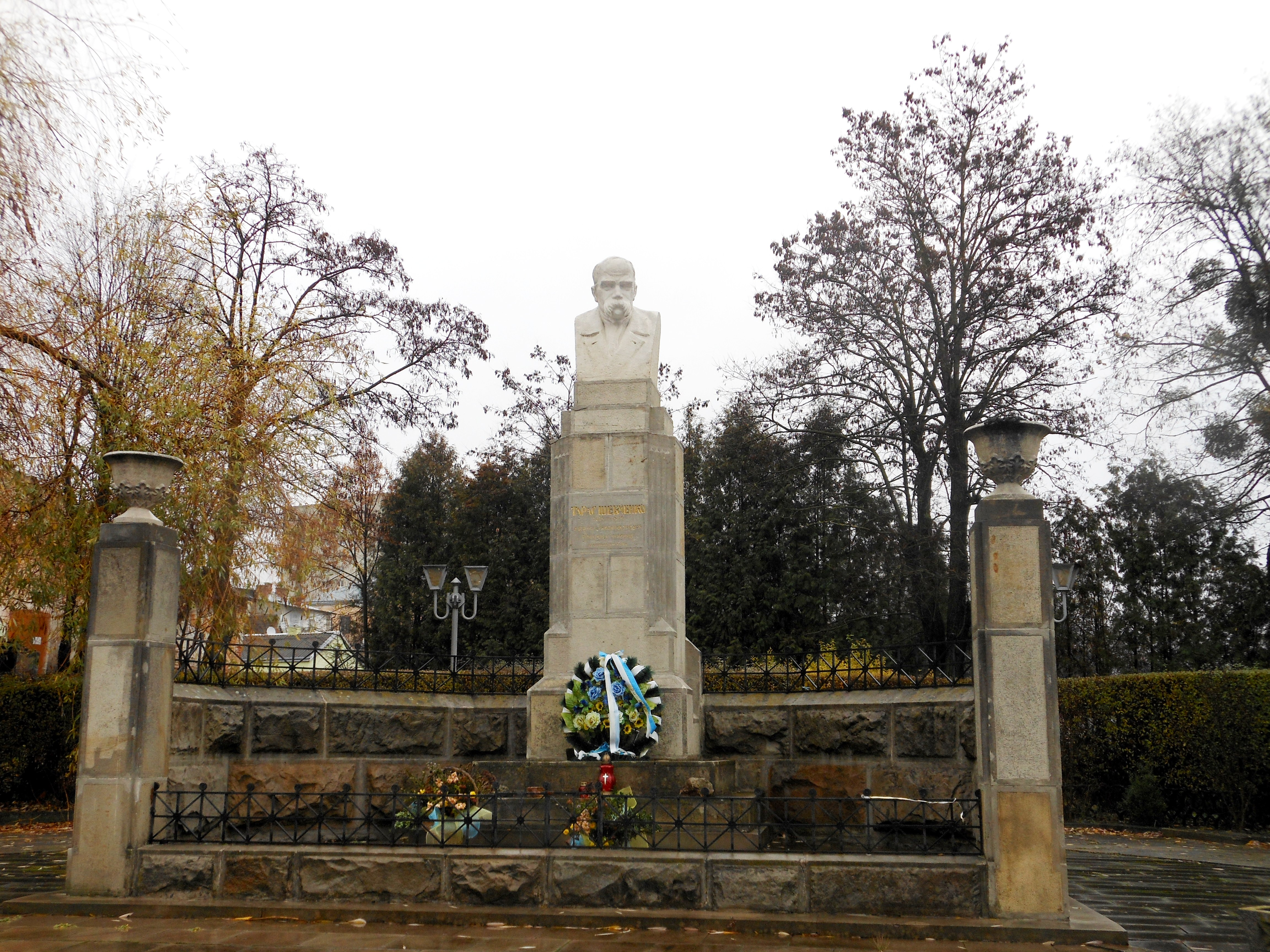
Пам'ятник Тарасові Шевченку
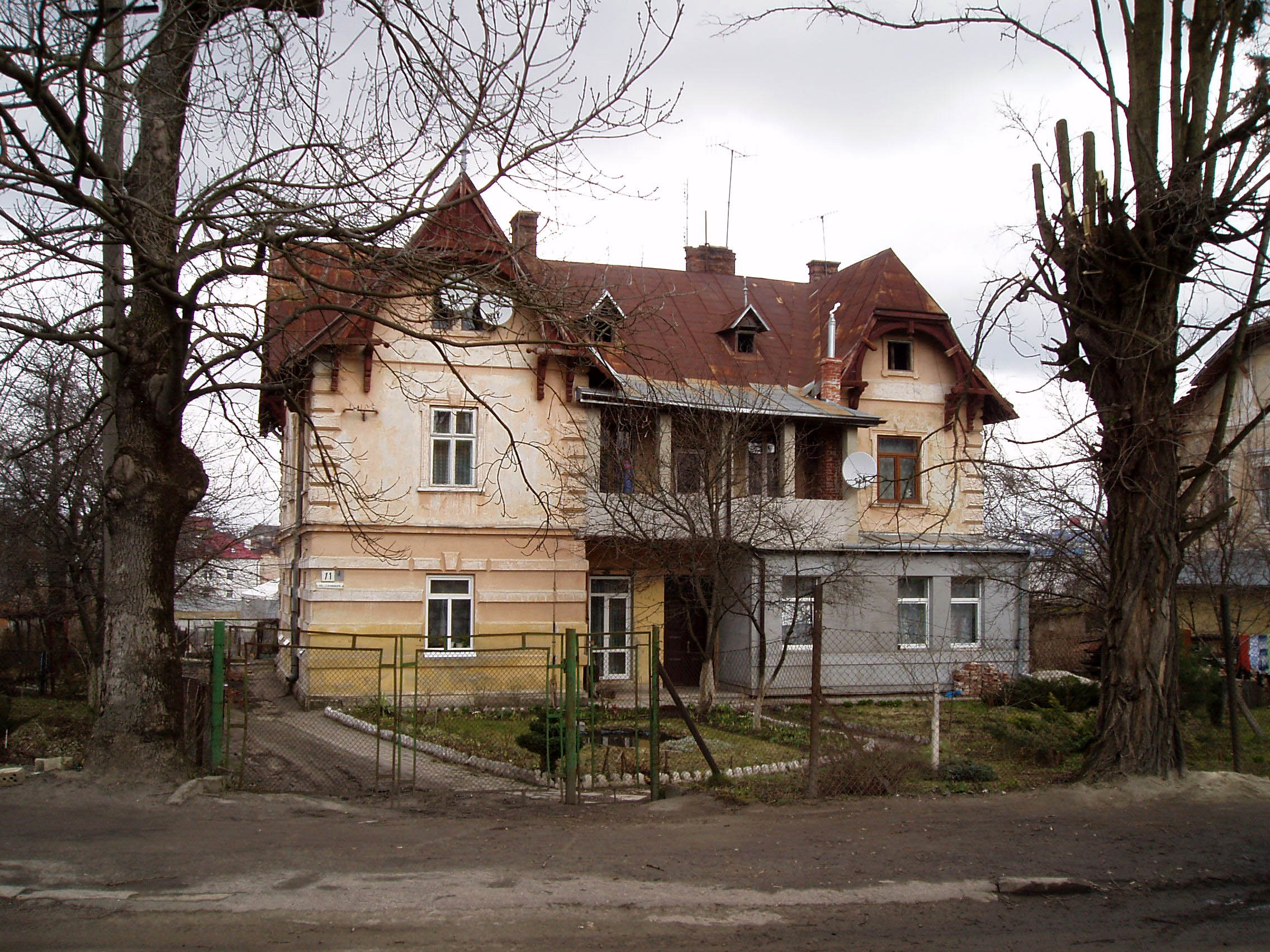
Житловий будинок (вул. Галицька)
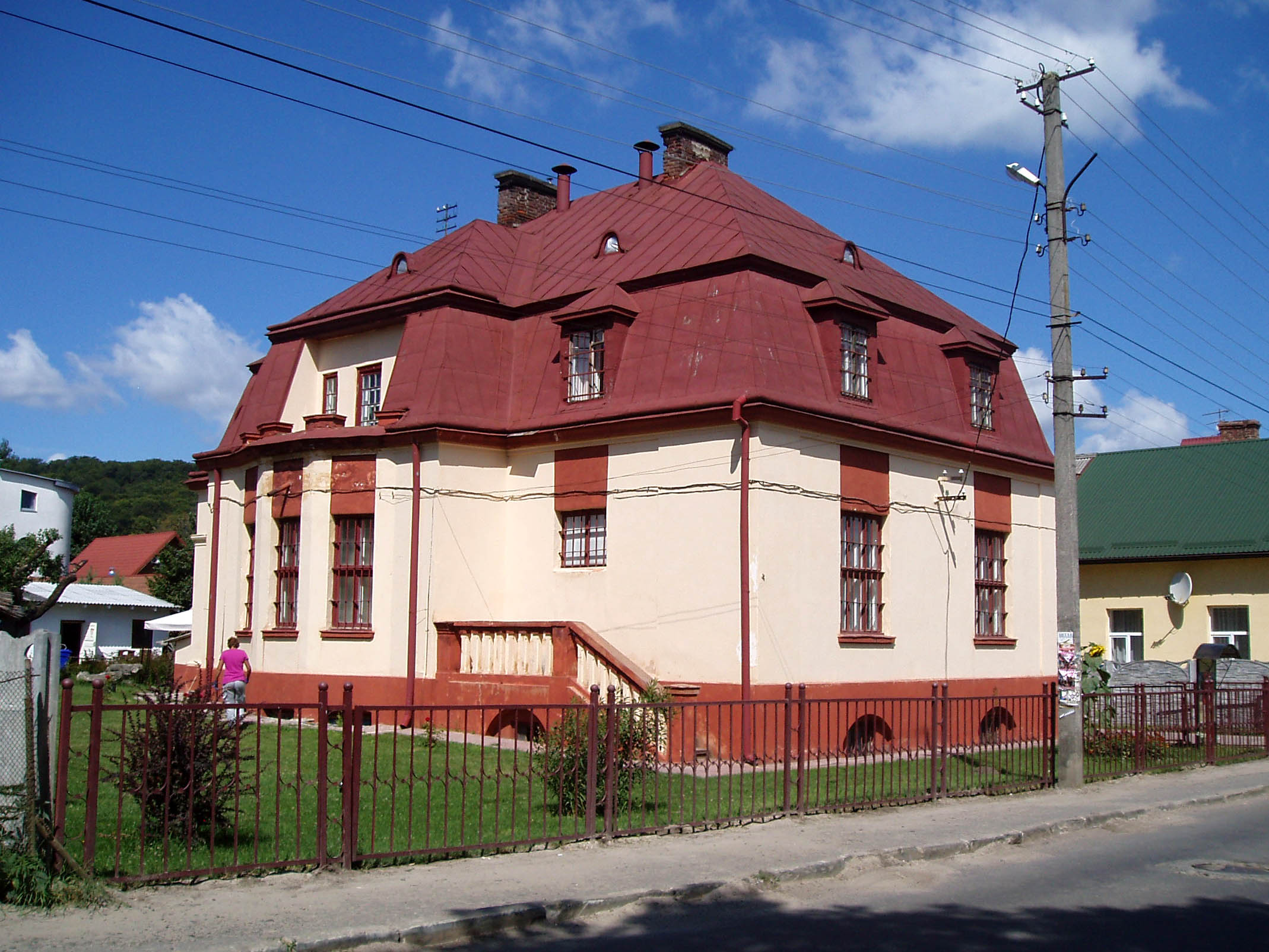
Житловий будинок (вул. Івасюка)
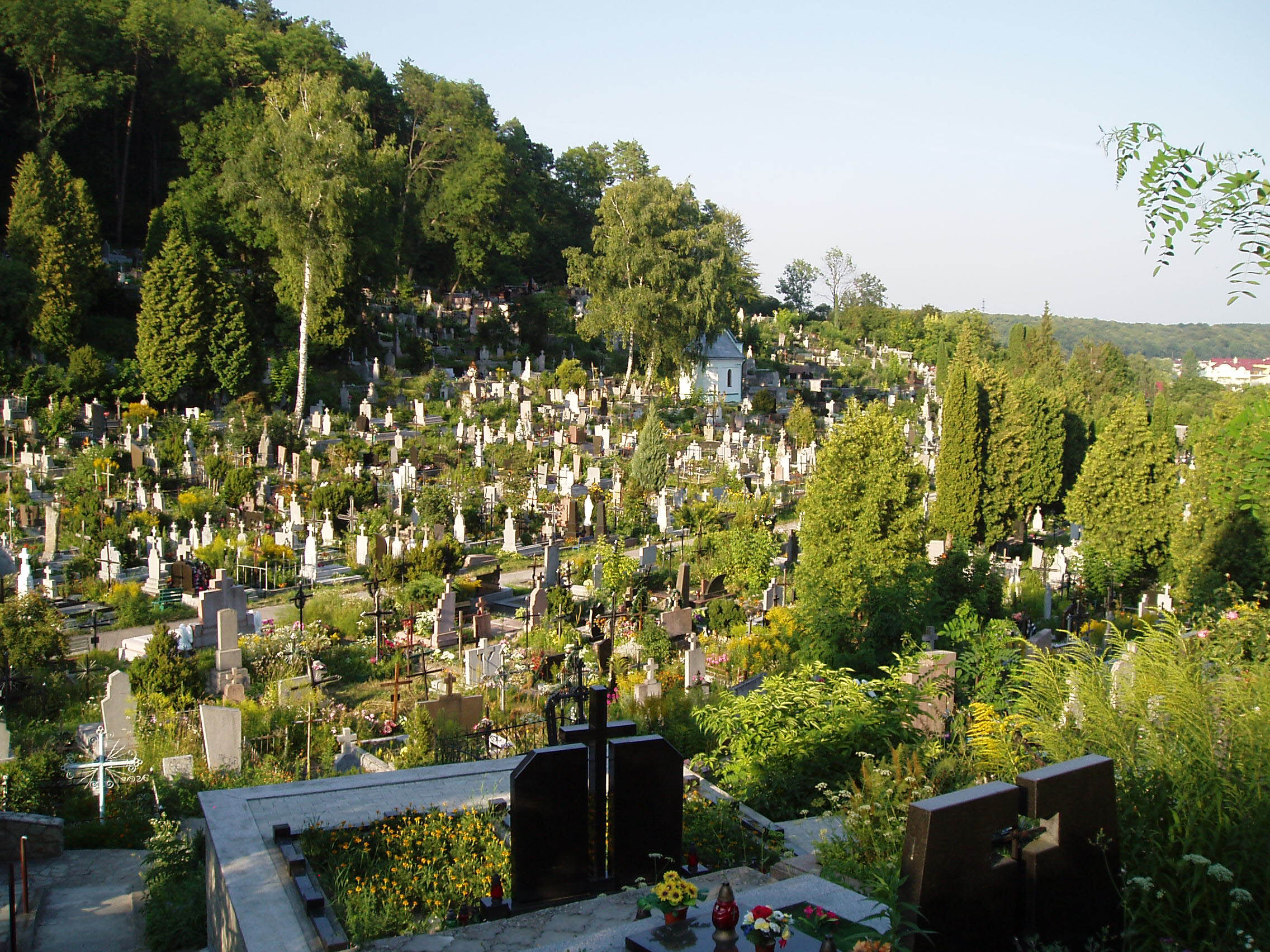
Винниківський цвинтар
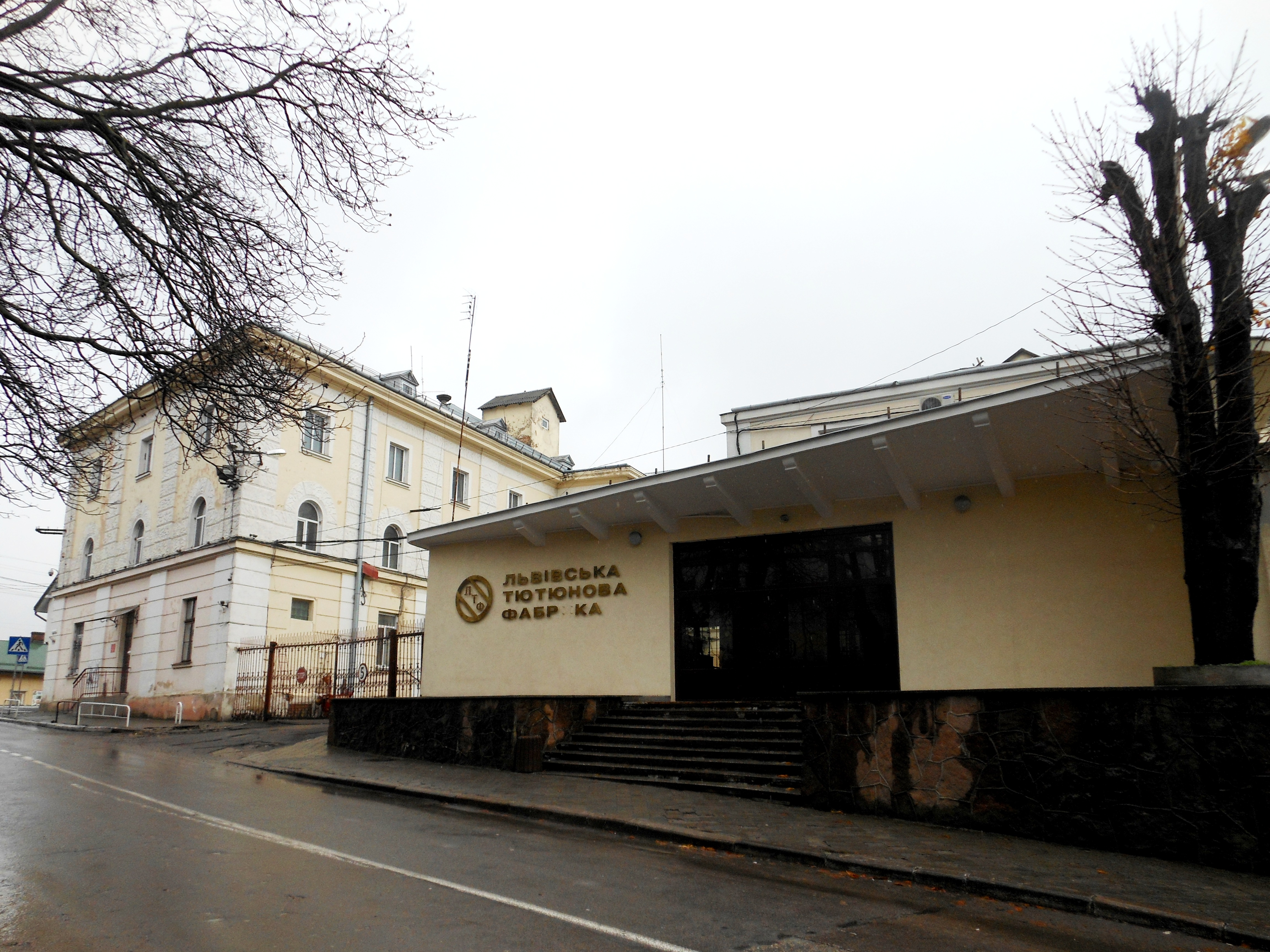
Львівська тютюнова фабрика
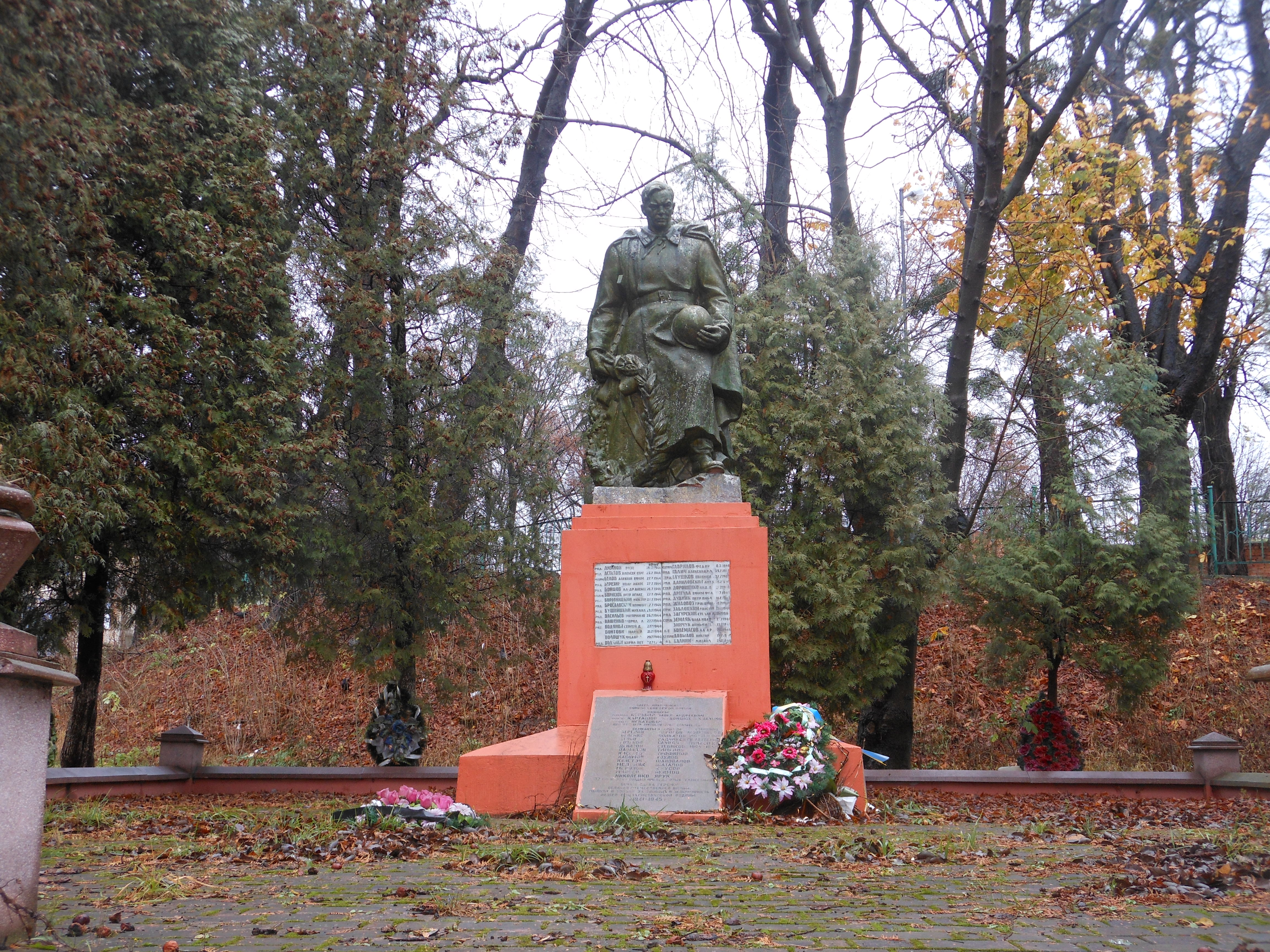
Братська могила радянських воїнів у саду тютюнової фабрики
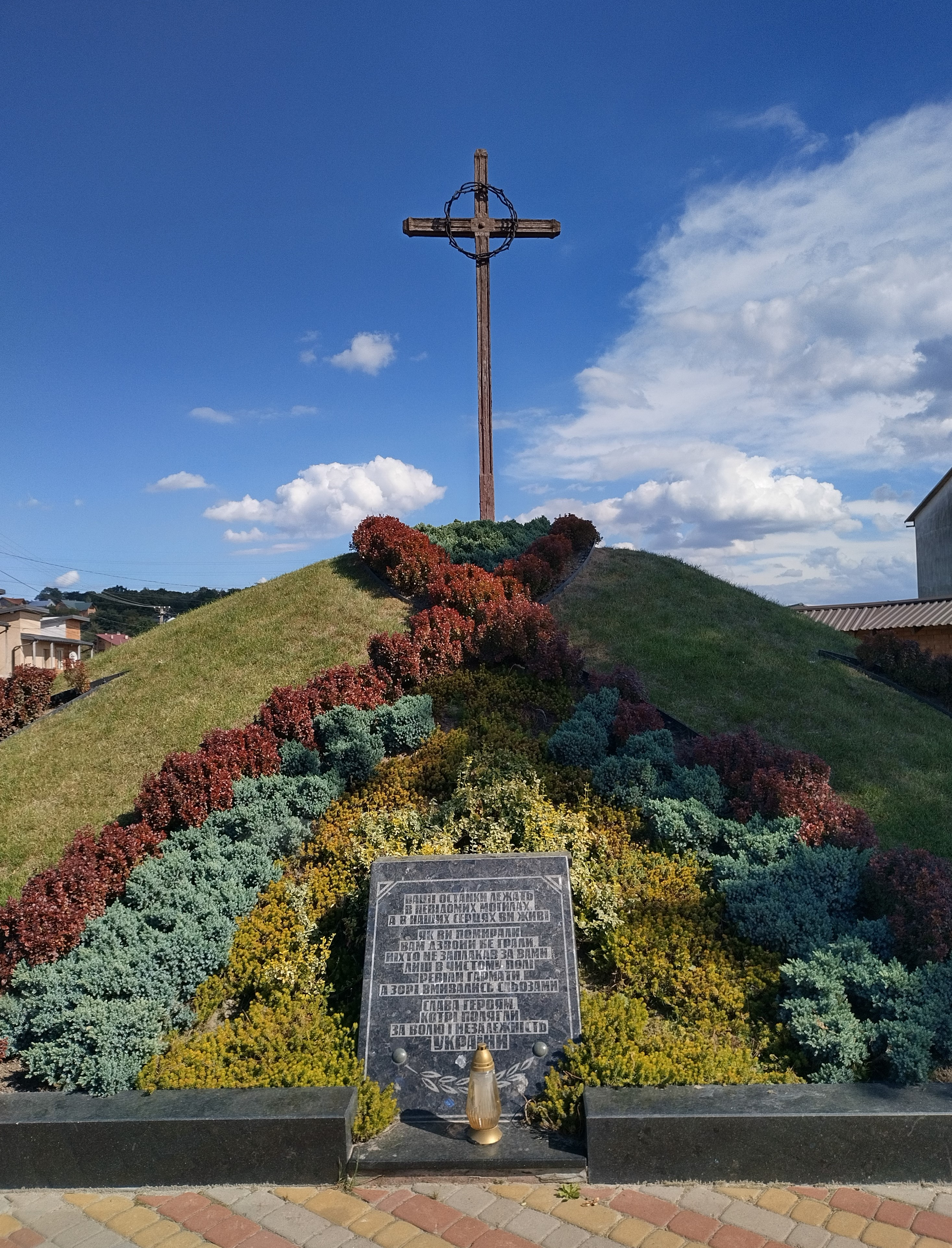
Символічна могила січових стрільців
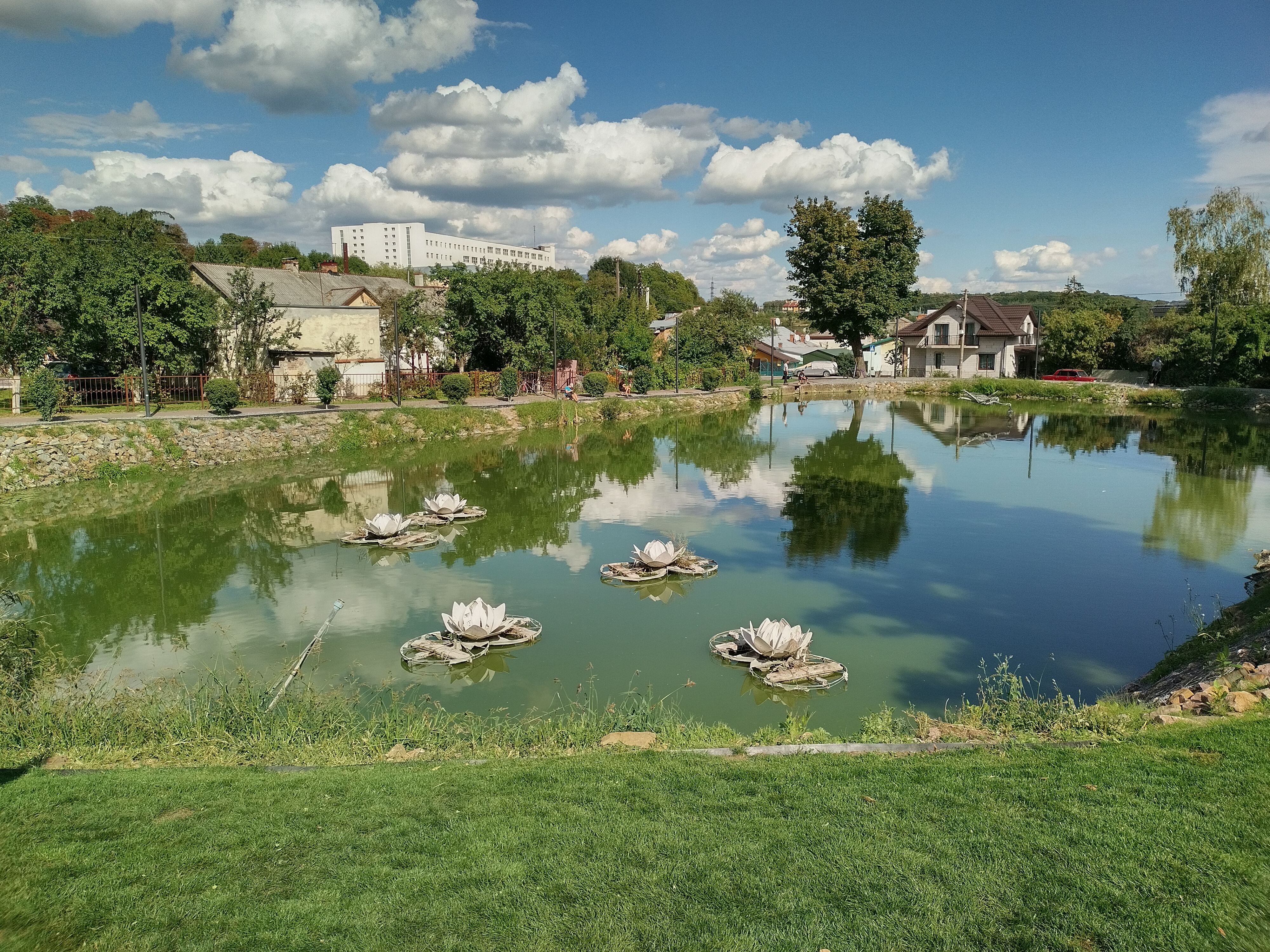
Озерце на перехресті вул. Львівська і вул. Шевченко
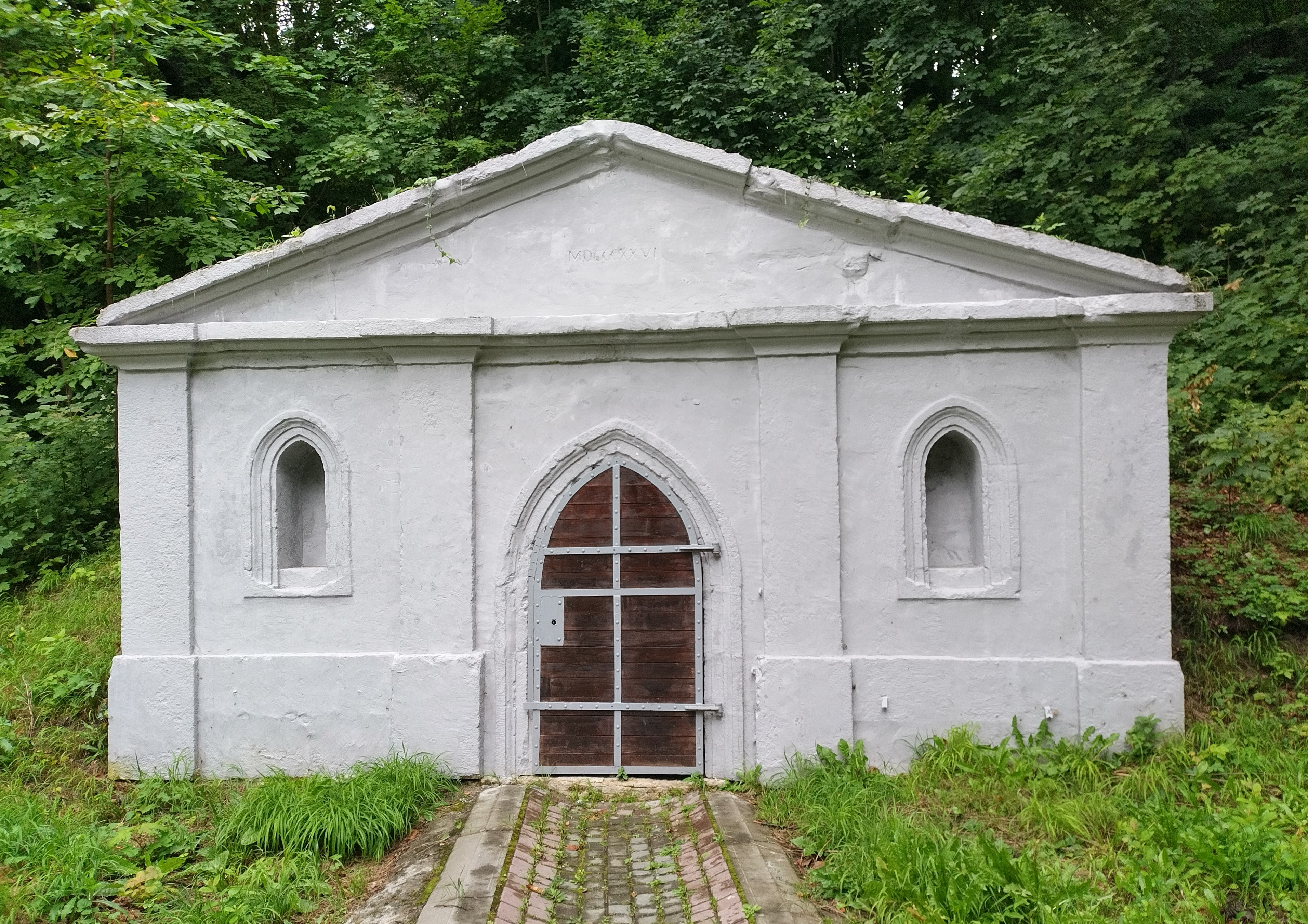
Цисарська криниця